# Пустеля Великого Басейну

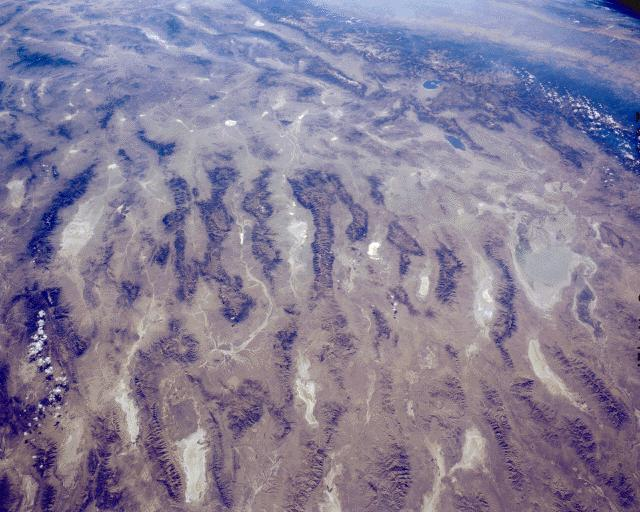
Вид з космосу на пустелю Великого Басейну

Пустеля Великого Басейну — велика пустеля площею понад 300 000 км², розташована на заході Сполучених Штатів Америки, на території Великого Басейну, переважно в штатах Невада та Юта, а також у прилеглих районах Каліфорнії та Айдахо. Вона є однією з чотирьох великих північноамериканських пустель, разом з пустелями Мохаве, Сонора та Чіуауа, серед яких пустеля Великого Басейну є найпівнічнішою та другою за розмірами після Чіуауа. Всесвітній фонд дикої природи виділяє її у окремий неарктичний екорегіон пустель і склерофітних чагарників — Чагарниковий степ Великого Басейну (ідентифікатор WWF: NA1305). Геологічна служба США та Агенція з охорони довкілля США також визначають пустелю Великого Басейну як окремий екорегіон  — Центральні долини та хребти.
Рельєф пустелі Великого Басейну характеризується численними долинами, що перемежовуються витягнутими з півночі на південь гірськими хребтами. Тут переважає холодний пустельний клімат зі спекотним сухим літом та сніжною зимою. Біологічні угруповання пустелі Великого Басейну відрізняються залежно від висоти над рівнем моря, від пересохлих солоних озер через горбисті рівнині, порослі чагарниками полину, до сосново-ялівцевих рідколісь у горах. Значні відмінності між долинами та гірськими вершинами призвели до великого різноманіття природних оселищ та екологічних ніш, внаслідок чого по всьому регіону зустрічаються численні невеликі, ізольовані, генетично унікальні популяції рослин і тварин. За словами американського зоолога Дональда Грейсона, у флористичній провінції Великого Басейну, яка приблизно співпадає з екорегіоном чагарникового степу Великого Басейну, зустрічається понад 600 видів хребетних тварин, з яких 63 види перебувають під загрозою зникнення внаслідок знищення природного середовища.
Екологія пустелі також відрізняється в залежності від географії. На регіональний клімат впливає велика висота над рівнем моря та гірські хребти, що оточують пустелю: дощова тінь Сьєрра-Невади блокує вологі повітряні маси, що надходять з Тихого океану, тоді як Скелясті гори блокують вологу, що надходить з Мексиканської затоки. У різних частинах пустелі випадає різна кількість опадів залежно від впливу цих дощових тіней.

## Географія

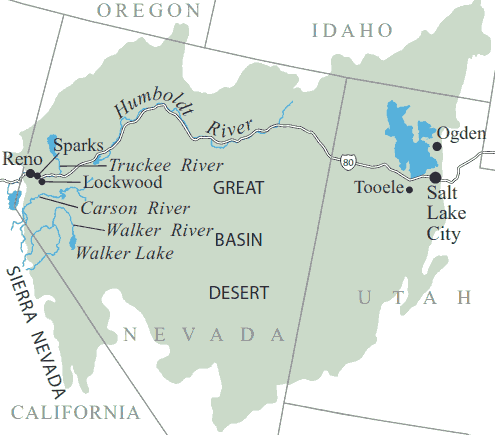
Мапа пустелі Великого Басейну згідно з даними Геологічної служби США

Пустеля Великого Басейну є однією з найбільш віддалених та диких областей у помірній зоні Північної Америки. Цей величезний регіон охоплює більшу частину Невади, за винятком крайньої півночі та півдня, західну половину Юти, а також невеликі прилеглі області на південному сході Айдахо та на сході Каліфорнії. Зі сходу він обмежений горами Восатч, які є частиною екорегіону гірських лісів Восатчу та Юїнти, а з заходу — горами Сьєрра-Невада, які входять до екорегіону лісів Сьєрра-Невади. На півночі, на території Колумбійського та Снейкського плато, чагарникові степи Великого Басейну переходять у більш прохолодні чагарникові степи Снейку та Колумбії, а на півдні — у більш спекотну та посушливу пустелю Мохаве.
Рельєф пустелі Великого Басейну характеризується численними долинами та хребтами. Як правило, широкі пустельні долини перемежовуються паралельними гірськими хребтами, орієнтованими з півночі на південь. Підняті брилові гори регіону зазвичай мають стрімкі схили. В регіоні є понад 33 гірські вершини, що підіймаються на висоту понад 3000 м над рівнем моря, тоді як дно більшості долин лежить на висоті понад 1200 м над рівнем моря. Гори Великого Басейну, як правило, вкриті лісом, і є частиною окремого екорегіону гірських лісів Великого Басейну.
У долинах регіону зустрічаються пересохлі озера (плая), солончаки, піщані дюни, тераси та невисокі пагорби. Там, де великі водні потоки стікають з гір у долини, зустрічаються пологі алювіальні конуси. Більшість річок, що течуть через територію пустелі Великого Басейну, є сезонними та пересихають влітку, або з'являються лише на короткий час після сильних дощів. Всі вони впадають у численні безстічні басейни, яких в регіоні нараховується близько сотні, та не мають виходу до Світового океану. Найбільшою річкою регіону є Гумбольдт, яка впадає в озеро Гумбольдта, розташоване на заході Невади. Озеро Гумбольдта, як і озеро Пірамід, розташоване на заході регіону, та кілька менших озер, є залишком великого озера Лахонтан, яке існувало на території Великого Басейну у плейстоцені, коли клімат регіону був вологішим, ніж зараз. Також у плейстоцені існувало велике плювіальне озеро Бонневіль, яке охоплювало більшу частину Західної Юти. Його залишком є Велике Солоне озеро, найбільше солоне озеро Західної півкулі, на березі якого стоїть місто Солт-Лейк-Сіті, столиця штату Юта.

### Визначення та межі регіону
Пустеля Великого басейну визначається її флорою та фауною, однак різні науковці мають різне визначення меж цієї пустелі. Так, американський герпетолог Джон Роберт Мейсі визначає її як "частину Великого Басейну, де відсутні креозотові кущі (Larrea tridentata)". Таким чином, за його визначенням, до чагарникового степу Великого Басейну входять пустельні долини Чалфант, Хемміл, Бентон, Квін і Діп-Спрінгс та верхня частина долини Овенс на сході Каліфорнії, у яких відсутні креозотові кущі, на відміну від долин Панамінт, Салін та Еврика, де присутні ці рослини, типові для пустелі Мохаве.

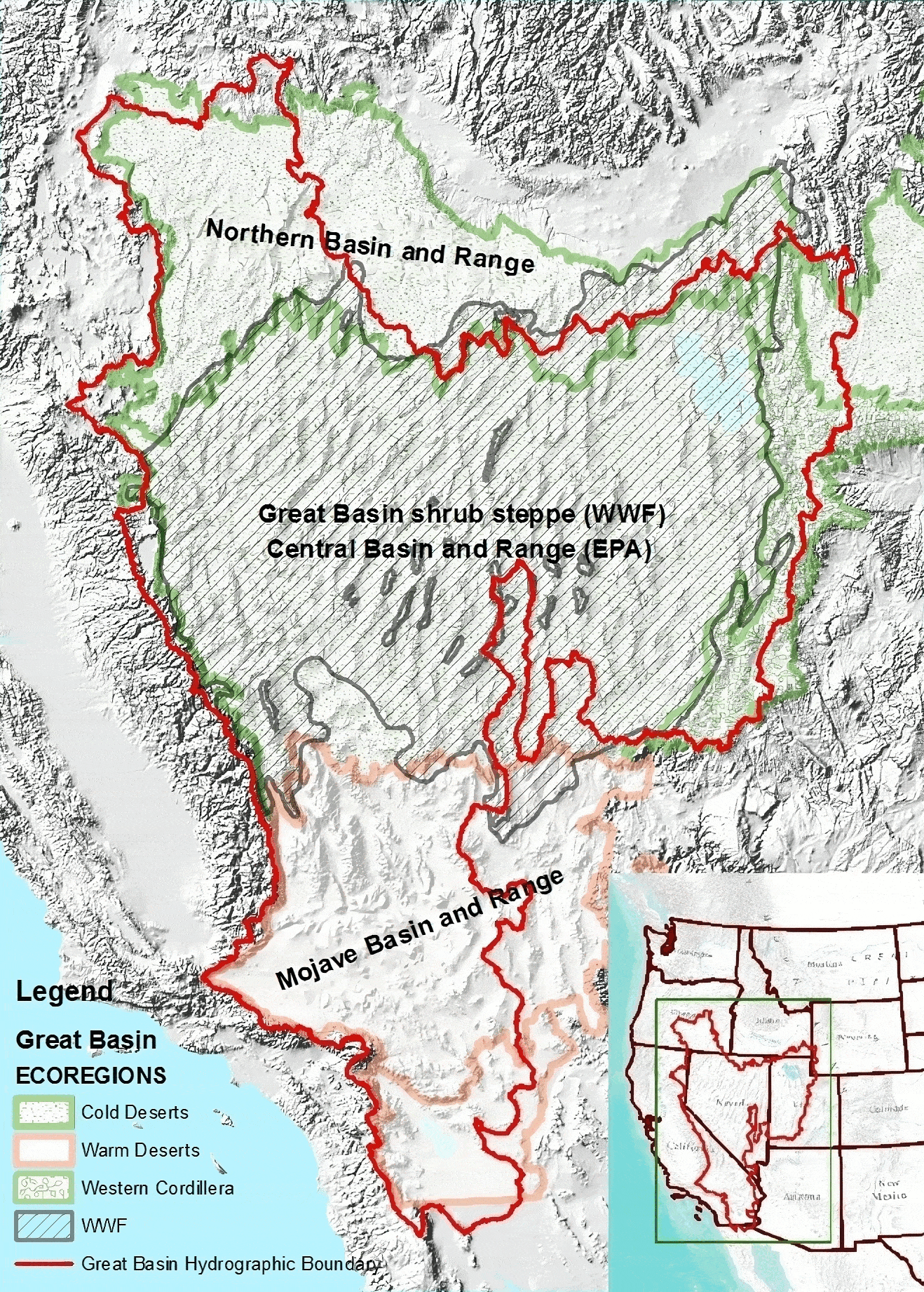
Мапа екорегіонів Великого Басейну за визначенням Всесвітнього фонду дикої природи (WWF) та Агенції з охорони довкілля США (EPA)

У 1987 році американський біогеограф Джеймс Омернік визначив пустельний екорегіон між Сьєрра-Невадою та горами Восатч, який отримав назву "Північні долини та хребти". У 1999 році Агенція з охорони довкілля США (EPA) перейменувала екорегіон "Північних долин та хребтів" на "Центральні долини та хребти", а "Високу пустелю Снейкського плато" на "Північні долини та хребти". Всесвітній фонд дикої природи прийняв межі екорегіону, визначені Омерніком, перейменувавши його на "Чагарниковий степ Великого Басейну", однак виділив високогірні райони, що містили голоценові рефугіуми, в окремий екорегіон гірських лісів Великого Басейну.

## Клімат

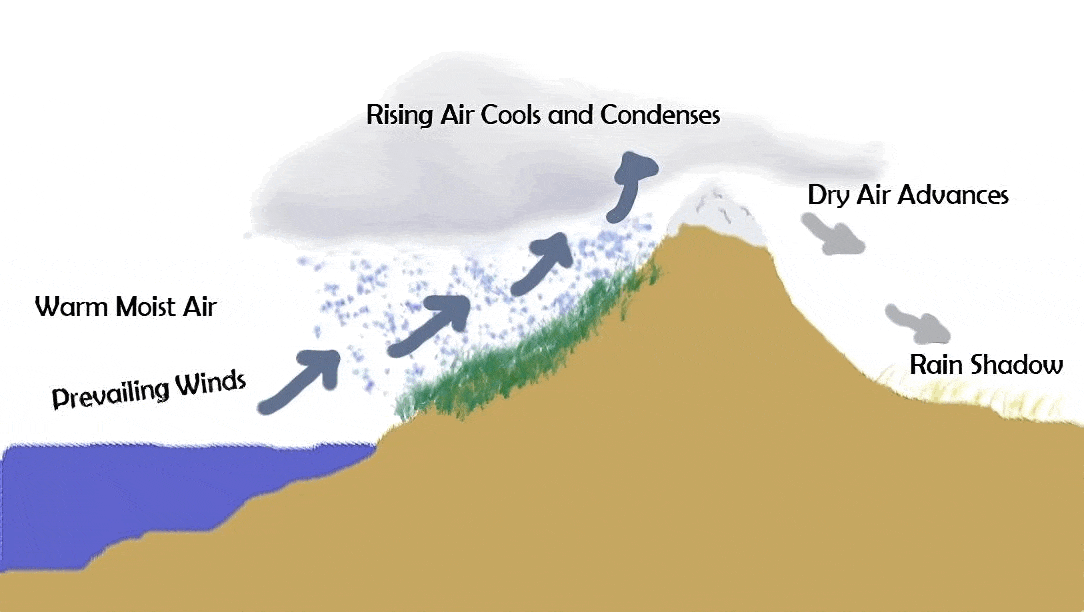
Орографічне підняття призводить до формування дощової тіні на підвітряній стороні гір

У пустелі Великого Басейну переважає напівпустельний клімат (BSk за класифікацією кліматів Кеппена) або холодний пустельний клімат (BWk за класифікацією Кеппена). Високогірний пустельний клімат регіону характеризується екстремальними різницями у температурі між спекотним сухим літом та холодною сніжною зимою, а також прохолодними вершинами гірських хребтів та теплими, вітряними долинами. Влітку вдень температура може підійматися до 32 °C, а вночі опускатися до 4 °C. У місті Елко в штаті Невада максимальна зареєстрована температура становить 42 °C, а мінімальна — -42 °C. Пустеля Великого Басейну є найхолоднішою серед великих пустель Північної Америки.
На клімат пустелі Великого Басейну значно впливають гори Сьєрра-Невада, розташовані на сході Каліфорнії. Ці високі гори, що підіймаються на висоту понад 4300 м над рівнем моря, відкидають велику дощову тінь на пустелю, розташовану східніше. Вологі повітряні маси, що надходять з Тихого океану, швидко втрачають свою вологу у вигляді дощу та снігу, коли вони підіймаються стрімкими гірськими схилами. Коли повітря досягає східної сторони гір, воно містить небагато вологи. Ефект дощової тіні більш виражений на заході регіону, ближче до Сьєрра-Невади. Тут середньорічна кількість опадів становить близько 230 мм, тоді як на сході регіону — близько 300 мм. Волога, якій вдається досягти екорегіону, як правило, випадає у вигляді дощу та снігу на великих висотах, у високогір'ях довгих паралельних гірських хребтів Великого Басейну. Зрештою, будь-які опади, які випадають у пустелі, не стікають ні в Атлантичний, ні в Тихий океан, а натомість стікають пересихаючими потоками до ефемерних чи солоних озер або зникають внаслідок випаровування або поглинання ґрунтом.
Температура у Великому Басейні значно різниться залежно від висоти над рівнем моря, в середньому знижуючись на 0,6 °C з підняттям на 100 м. Таким чином, різниця у температурі між вершинами гір та дном долин у один і той самий час може становити 17 °C. У розпал літа ця різниця може бути ще більшою. Погода в пустелі Великого басейну є дуже мінливою. За деякими винятками вітер зазвичай посилюється з підвищенням висоти, тому на гірських вершинах Великого Басейну часто дмуть сильні вітри.
Сухий клімат та нерівний рельєф регіону є занадто суворими для багатьох видів рослин та тварин; однак генетична адаптація до цих умов призвела до достатньо високого видового різноманіття в екорегіоні.
Клімат Національного парку Великого Басейну, розташованого в центральній частині регіону, є найкращим прикладом типового клімату пустелі Великого Басейну.
| Клімат Національний парк Великого Басейну — центр для відвідувачів печер Леман (2080 м над рівнем моря). | Клімат Національний парк Великого Басейну — центр для відвідувачів печер Леман (2080 м над рівнем моря). | Клімат Національний парк Великого Басейну — центр для відвідувачів печер Леман (2080 м над рівнем моря). | Клімат Національний парк Великого Басейну — центр для відвідувачів печер Леман (2080 м над рівнем моря). | Клімат Національний парк Великого Басейну — центр для відвідувачів печер Леман (2080 м над рівнем моря). | Клімат Національний парк Великого Басейну — центр для відвідувачів печер Леман (2080 м над рівнем моря). | Клімат Національний парк Великого Басейну — центр для відвідувачів печер Леман (2080 м над рівнем моря). | Клімат Національний парк Великого Басейну — центр для відвідувачів печер Леман (2080 м над рівнем моря). | Клімат Національний парк Великого Басейну — центр для відвідувачів печер Леман (2080 м над рівнем моря). | Клімат Національний парк Великого Басейну — центр для відвідувачів печер Леман (2080 м над рівнем моря). | Клімат Національний парк Великого Басейну — центр для відвідувачів печер Леман (2080 м над рівнем моря). | Клімат Національний парк Великого Басейну — центр для відвідувачів печер Леман (2080 м над рівнем моря). | Клімат Національний парк Великого Басейну — центр для відвідувачів печер Леман (2080 м над рівнем моря). | Клімат Національний парк Великого Басейну — центр для відвідувачів печер Леман (2080 м над рівнем моря). |
| Показник                                                                                                 | Січ. | Лют. | Бер. | Квіт. | Трав. | Черв. | Лип. | Серп. | Вер. | Жовт. | Лист. | Груд. | Рік |
| Абсолютний максимум, °C                                                                                  | 19,4 | 18,9 | 23,3 | 27,2 | 32,8 | 36,1 | 37,8 | 35,6 | 33,9 | 28,3 | 25,0 | 19,4 | 37,8 |
| Середній максимум, °C                                                                                    | 4,7 | 6,0 | 9,3 | 13,7 | 19,2 | 25,2 | 29,8 | 28,5 | 23,6 | 16,5 | 9,1 | 5,1 | 15,9 |
| Середній мінімум, °C                                                                                     | −7,3 | −6 | −3,6 | −0,3 | 4,4 | 9,4 | 14,1 | 13,2 | 8,3 | 2,8 | −3,4 | −6,9 | 2,1 |
| Абсолютний мінімум, °C                                                                                   | −28,9 | −26,1 | −18,9 | −17,8 | −14,4 | −10 | 0,0 | 0,0 | −12,2 | −14,4 | −24,4 | −28,3 | −28,9 |
| Норма опадів, мм                                                                                         | 26.67 | 29.97 | 34.80 | 30.73 | 31.50 | 22.10 | 24.64 | 29.97 | 27.43 | 31.50 | 24.64 | 24.38 | 338.58                                                                                                   |
| --- | --- | --- | --- | --- | --- | --- | --- | --- | --- | --- | --- | --- | --- |

Клімат міста Фоллон, розташованого в долині Лахонтан є типовим для нижніх висот у західній частині пустелі Великого Басейну. Опадів тут випадає дуже мало, а літо спекотне, хоча температури тут не такі високі, як в пустелях Мохаве або Сонора, через більшу висоту над рівнем моря та більшу географічну широту регіону. Зими у цій частині басейну все ще доволі холодні.
| Клімат Фоллон, Невада (1210 м над рівнем моря). | Клімат Фоллон, Невада (1210 м над рівнем моря). | Клімат Фоллон, Невада (1210 м над рівнем моря). | Клімат Фоллон, Невада (1210 м над рівнем моря). | Клімат Фоллон, Невада (1210 м над рівнем моря). | Клімат Фоллон, Невада (1210 м над рівнем моря). | Клімат Фоллон, Невада (1210 м над рівнем моря). | Клімат Фоллон, Невада (1210 м над рівнем моря). | Клімат Фоллон, Невада (1210 м над рівнем моря). | Клімат Фоллон, Невада (1210 м над рівнем моря). | Клімат Фоллон, Невада (1210 м над рівнем моря). | Клімат Фоллон, Невада (1210 м над рівнем моря). | Клімат Фоллон, Невада (1210 м над рівнем моря). | Клімат Фоллон, Невада (1210 м над рівнем моря). |
| Показник                                        | Січ.                                            | Лют.                                            | Бер.                                            | Квіт.                                           | Трав.                                           | Черв.                                           | Лип.                                            | Серп.                                           | Вер.                                            | Жовт.                                           | Лист.                                           | Груд.                                           | Рік                                             |
| Абсолютний максимум, °C                         | 21,7                                            | 25,6                                            | 28,9                                            | 32,2                                            | 38,9                                            | 41,1                                            | 42,2                                            | 40,6                                            | 37,8                                            | 33,3                                            | 27,2                                            | 22,2                                            | 42,2                                            |
| Середній максимум, °C                           | 6,8                                             | 10,7                                            | 14,9                                            | 18,8                                            | 23,3                                            | 28,4                                            | 33,4                                            | 32,3                                            | 27,3                                            | 20,7                                            | 13,0                                            | 7,4                                             | 19,8                                            |
| Середній мінімум, °C                            | −7,7                                            | −4,9                                            | −2,3                                            | 1,1                                             | 5,2                                             | 8,8                                             | 12,2                                            | 10,8                                            | 6,2                                             | 1,0                                             | −4                                              | −7,3                                            | 1,6                                             |
| Абсолютний мінімум, °C                          | −31,7                                           | −32,8                                           | −17,2                                           | −10,6                                           | −6,7                                            | −2,8                                            | 1,7                                             | 0,6                                             | −6,1                                            | −11,1                                           | −17,8                                           | −29,4                                           | −32,8                                           |
| Норма опадів, мм                                | 13.72                                           | 13.72                                           | 11.68                                           | 12.95                                           | 15.24                                           | 10.92                                           | 4.06                                            | 5.59                                            | 7.11                                            | 10.41                                           | 9.65                                            | 12.19                                           | 126.49                                          |
| ----------------------------------------------- | ----------------------------------------------- | ----------------------------------------------- | ----------------------------------------------- | ----------------------------------------------- | ----------------------------------------------- | ----------------------------------------------- | ----------------------------------------------- | ----------------------------------------------- | ----------------------------------------------- | ----------------------------------------------- | ----------------------------------------------- | ----------------------------------------------- | ----------------------------------------------- |

Клімат пустелі Великого Солоного озера, розташованої на північному заході регіону, є яскравим прикладом холодного пустельного клімату. Слід відзначити, що у цій пустелі все ж випадає більше опадів, ніж у аналогічних плаях та солончаках на заході регіону, таких як пустеля Блек-Рок.
| Клімат Пустеля Великого Солоного озера, Юта (1300 м над рівнем моря). | Клімат Пустеля Великого Солоного озера, Юта (1300 м над рівнем моря). | Клімат Пустеля Великого Солоного озера, Юта (1300 м над рівнем моря). | Клімат Пустеля Великого Солоного озера, Юта (1300 м над рівнем моря). | Клімат Пустеля Великого Солоного озера, Юта (1300 м над рівнем моря). | Клімат Пустеля Великого Солоного озера, Юта (1300 м над рівнем моря). | Клімат Пустеля Великого Солоного озера, Юта (1300 м над рівнем моря). | Клімат Пустеля Великого Солоного озера, Юта (1300 м над рівнем моря). | Клімат Пустеля Великого Солоного озера, Юта (1300 м над рівнем моря). | Клімат Пустеля Великого Солоного озера, Юта (1300 м над рівнем моря). | Клімат Пустеля Великого Солоного озера, Юта (1300 м над рівнем моря). | Клімат Пустеля Великого Солоного озера, Юта (1300 м над рівнем моря). | Клімат Пустеля Великого Солоного озера, Юта (1300 м над рівнем моря). | Клімат Пустеля Великого Солоного озера, Юта (1300 м над рівнем моря). |
| Показник                                                              | Січ.                                                                  | Лют.                                                                  | Бер.                                                                  | Квіт.                                                                 | Трав.                                                                 | Черв.                                                                 | Лип.                                                                  | Серп.                                                                 | Вер.                                                                  | Жовт.                                                                 | Лист.                                                                 | Груд.                                                                 | Рік                                                                   |
| Абсолютний максимум, °C                                               | 17,2                                                                  | 17,2                                                                  | 26,1                                                                  | 30,6                                                                  | 36,7                                                                  | 40,0                                                                  | 41,1                                                                  | 39,4                                                                  | 37,2                                                                  | 31,7                                                                  | 21,7                                                                  | 18,9                                                                  | 41,1                                                                  |
| Середній максимум, °C                                                 | 2,5                                                                   | 5,2                                                                   | 12,4                                                                  | 16,8                                                                  | 22,4                                                                  | 28,6                                                                  | 33,8                                                                  | 32,7                                                                  | 26,7                                                                  | 17,9                                                                  | 8,1                                                                   | 2,5                                                                   | 17,4                                                                  |
| Середній мінімум, °C                                                  | −8,4                                                                  | −7,1                                                                  | −1,6                                                                  | 2,6                                                                   | 7,2                                                                   | 12,6                                                                  | 16,7                                                                  | 15,3                                                                  | 8,9                                                                   | 1,3                                                                   | −4,8                                                                  | −9,7                                                                  | 2,8                                                                   |
| Абсолютний мінімум, °C                                                | −26,7                                                                 | −27,2                                                                 | −18,3                                                                 | −10                                                                   | −4,4                                                                  | 1,7                                                                   | 6,1                                                                   | 3,9                                                                   | −3,9                                                                  | −13,3                                                                 | −19,4                                                                 | −31,7                                                                 | −31,7                                                                 |
| Норма опадів, мм                                                      | 15.49                                                                 | 11.68                                                                 | 23.11                                                                 | 25.65                                                                 | 31.24                                                                 | 17.27                                                                 | 9.14                                                                  | 7.87                                                                  | 14.22                                                                 | 19.56                                                                 | 15.49                                                                 | 9.65                                                                  | 200.15                                                                |
| --------------------------------------------------------------------- | --------------------------------------------------------------------- | --------------------------------------------------------------------- | --------------------------------------------------------------------- | --------------------------------------------------------------------- | --------------------------------------------------------------------- | --------------------------------------------------------------------- | --------------------------------------------------------------------- | --------------------------------------------------------------------- | --------------------------------------------------------------------- | --------------------------------------------------------------------- | --------------------------------------------------------------------- | --------------------------------------------------------------------- | --------------------------------------------------------------------- |

## Ґрунти
Ґрунтовий покрив території Великого Басейну представлений різними варіантами пустельних і бурих напівпустельних малогумусних і карбонатних ґрунтів. Вони розвинені на різних ґрунтоутворюючих породах, за механічним складом варіюються від глинястих до кам'янистих. Внаслідок безстічності території широко поширені засолені ґрунти — солончаки, солонці та різноманітні перехідні форми між ними. Засолені ґрунти зазвичай приурочені до понижень, які у минулому були зайняті озерами, або розвинулись на прилеглих до озер терасах, наприклад, у Бонневільському басейні, що примикає до Великого Солоного озера. Тут солончакові кори займають площу 315 тис. км²  та характеризуються потужністю до 1 м. Вони складаються з хлористого кальцію, глауберової солі, гіпсу, вуглекислого сульфіду натрію, хлоридів магнію і калію тощо. Підраховано, що в басейні озера накопичено близько 7 млрд. т солей.

## Флора
Ландшафт Великого Басейну, у якому долини перемежовуються витягнутими гірськими хребтами, призводить до надзвичайно високого біорізноманіття екорегіону. Тут зустрічаються різні рослинні угруповання: чагарники, луки та рідколісся, розподіл яких залежить від клімату, висоти над рівнем моря та ґрунтів. Крім того, на рослинні угруповання впливають антропогенні фактори. Висотна поясність сприяє формуванню близько 200 різних біологічних угруповань, які загалом можна згрупувати у шість загальних угруповань або "життєвих зон".

### Зона лутигових чагарників

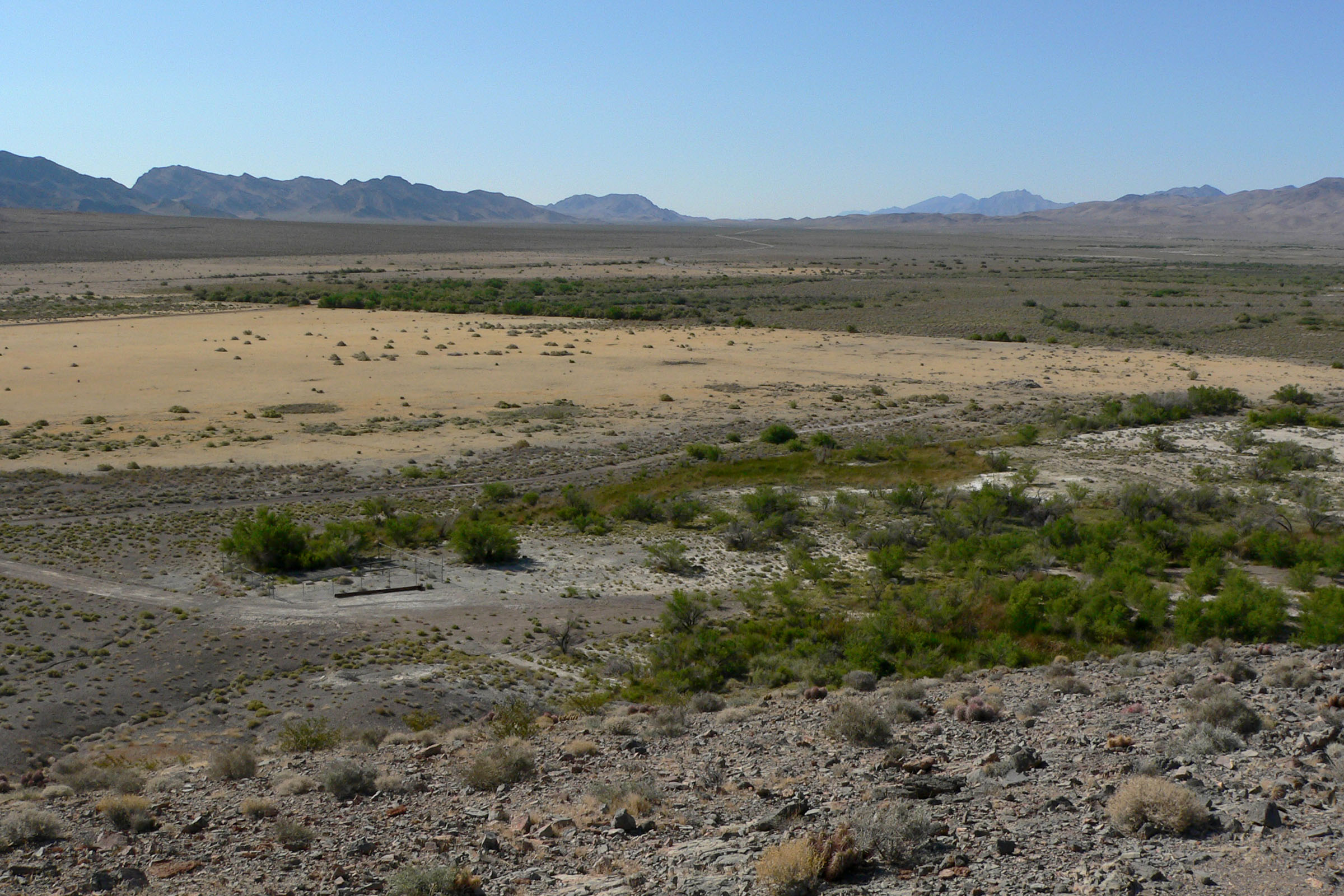
Пустельні чагарники на дні долини (заповідник Національний природний заповідник Еш-Медоуз, Невада)

Зона лутигових чагарників розташована на найнижчих висотах регіону, на дні долин, де переважають солончаки. Рослини в цій зоні пристосовані до дуже невеликої кількості опадів, високих температур та засолених ґрунтів. У деяких долинах розташовані великі висохлі озера, відомі як плая, які періодично можуть наповнюватися водою. У деяких частинах цих озер життя може бути майже повністю відсутнім. На узбережжях плая домінують чагарники колючої лутиги (Atriplex confertifolia). Також тут зустрічаються йодові кущі (Allenrolfea occidentalis), приморські дворядники (Distichlis spicata), колючі греї (Grayia spinosa), американські білолізники (Krascheninnikovia lanata), сіруваті лутиги (Atriplex canescens), лутиги Натталла (Atriplex nuttallii), колючі масляні кущі (Glossopetalon spinescens), рогаті содники (Suaeda calceoliformis), мохавські содники (Suaeda nigra), лужні спороболуси (Sporobolus airoides), а також кущі зеленого кролячого полину (Ericameria teretifolia). У більш засолених районах або там, де рівень ґрунтових вод високий, домінують американські солонокущі (Sarcobatus vermiculatus). Чагарники та пов'язані з ними трави, що ростуть на дні долин, зазвичай утворюють рясне дрібне насіння, яке поїдають гризуни та комахи. Дерева у цій зоні відсутні. Засолені ґрунти та брак вологи несприятливі для ведення сільського господарства; однак історично надмірний випас худоби призвів до скорочення площі і без того рідкісного рослинного покриву.

### Зона полинових степів

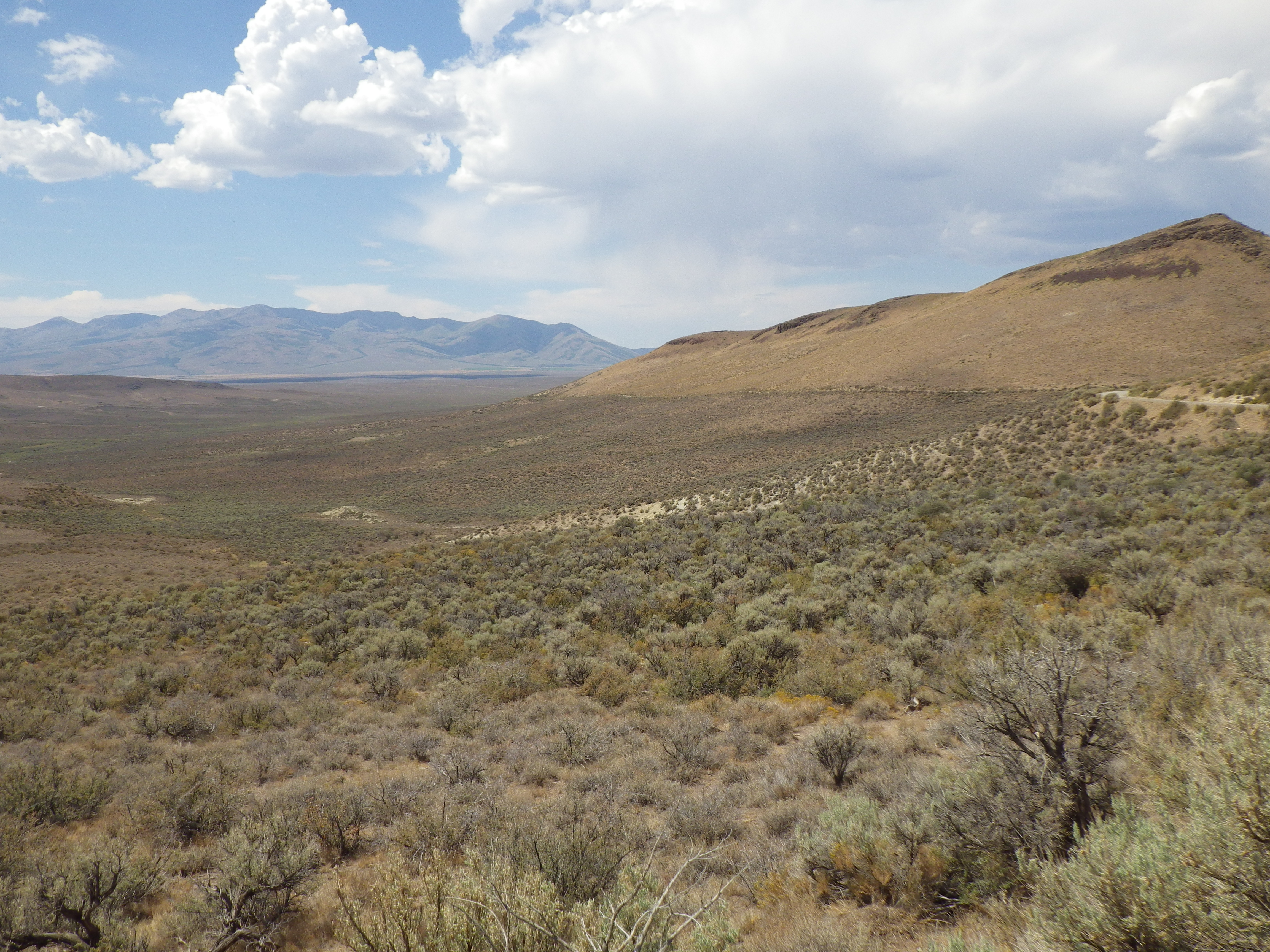
Полиновий степ на півночі Невади

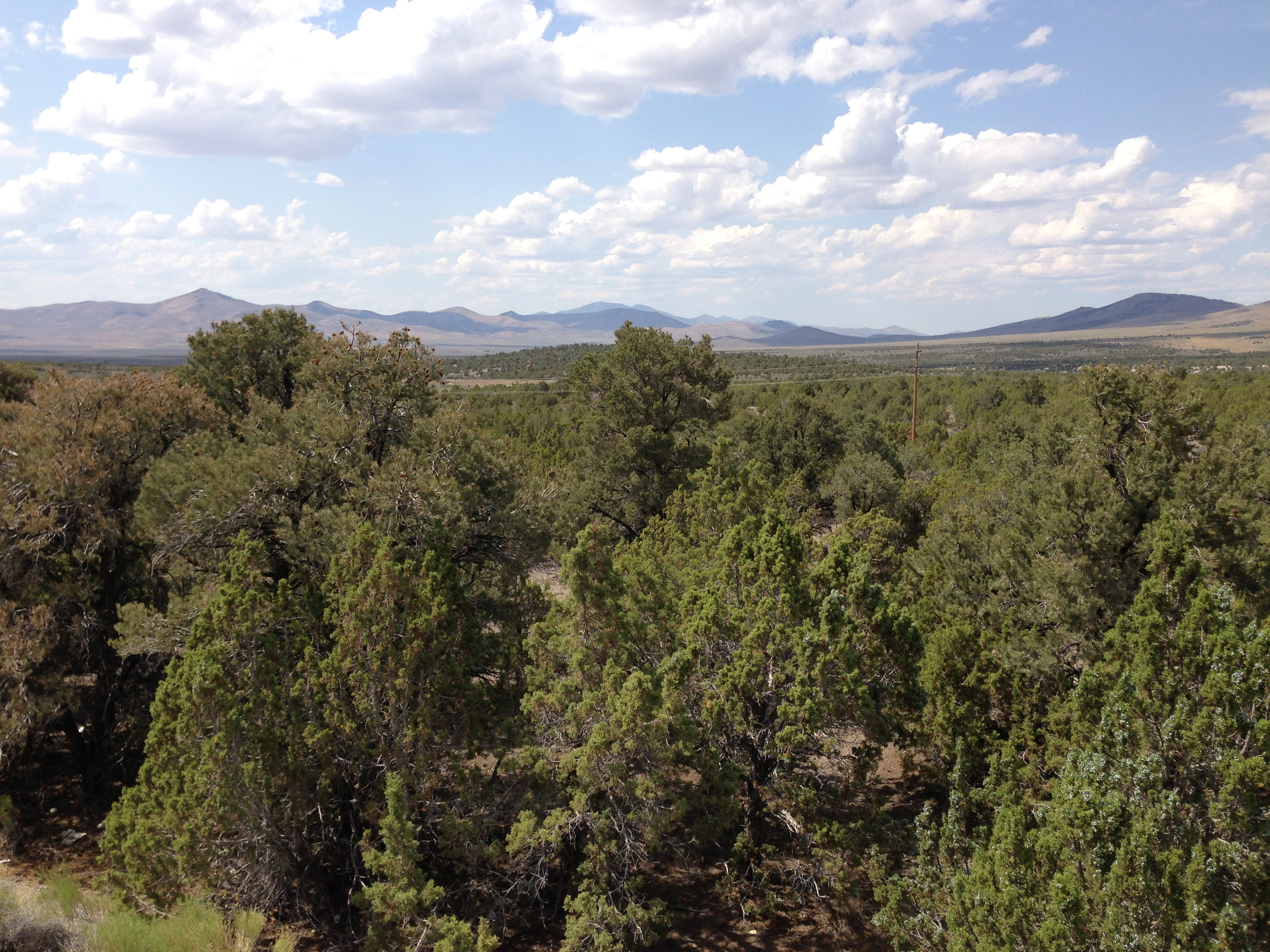
Сосново-ялівцеві рідколісся в окрузі Елко, Невада

Зі збільшенням висоти над рівнем моря солоність ґрунту зменшується, вологість збільшується, а на зміну пустельним лутиговим чагарникам приходять напівпустельні чагарникові степи, у яких переважають чагарники полину (Artemisia spp.) та купинні злаки. Полинові степи є найпоширенішими рослинними угрупованнями екорегіону, які займають 38,7 % пустелі Великого Басейну, переважно у передгір'ях та у бахадах (скупченнях конусів виносу).
У полинових степах Великого Басейну домінують чагарники тризубчастого полину (Artemisia tridentata). На стрімких кам'янистих схилах та на ділянках з неглибокими ґрунтами поширені кущі чагарничкового полину (Artemisia arbuscula) та чорного полину (Artemisia nova). Серед інших чагарників, що зростають у цій зоні, слід відзначити колючу лутигу (Atriplex confertifolia), американський білолізник (Krascheninnikovia lanata), невадську ефедру (Ephedra nevadensis), зелену ефедру (Ephedra viridis), пустельний сніжноягідник (Symphoricarpos longiflorus), а також різні види пуршій (Purshia spp.), кролячих кущів (Chrysothamnus spp.) та кінських кущів (Tetradymia spp.), а серед трав — індіанську рисову траву (Eriocoma hymenoides), білкохвостий колосняк (Elymus elymoides), колосистий житняк (Pseudoroegneria spicata) та айдахську кострицю (Festuca idahoensis). Серед вапнякових відслонень ростуть колючі масляні кущі (Glossopetalon spinescens). Між скупченням трав та кущів земля вкрита біологічною корою з грибів, лишайників, ціанобактерій, мохів та водоростей. Ця кірка є важливою для кругообігу поживних речовин, стабільності ґрунту та інших екологічних функцій.
Важливими факторами, які підтримували існування полинових степів екорегіону, були пожежі та випас травоїдних тварин. Ні свійські, ні місцеві копитні тварини не їдять полин, натомість віддають перевагу злакам та різнотрав'ю. Місцеві однорічні трав'янисті рослини постраждали від інтенсивного випасу худоби, і приблизно з 1990 року інтродуковані однорічники, такі як покрівельний стоколос (Bromus tectorum) та скручений галогетон (Halogeton glomeratus), почали домінувати у деяких частинах Великого Басейну. Раніше пожежі спалахували у степах нечасто, приблизно раз на 35-100 років, однак поширення стоколосу призвело до значного збільшення частоти степових пожеж. Пожежі знищують чагарники полину, на зміну яким приходять кролячі кущі (Chrysothamnus spp.), кінські кущі (Tetradymia spp.) та різні види змієзілля (Gutierrezia spp.). Водночас у інших частинах регіону припинення регулярних пожеж також призвело до деградації природних ландшафтів. За словами американського біолога Ріда Носса, майже 99 % полинових степів Великого Басейну постраждали від надмірного випасу худоби, причому 30 % степів значно деградували.

### Зона сосново-ялівцевих рідколісь
У передгір'ях та на нижніх гірських схилах полинові степи переходять у сосново-ялівцеві рідколісся, у яких переважають однохвойні сосни (Pinus monophylla) та ютські яловці (Juniperus osteosperma). Також у цій зоні зустрічаються й інші види яловців, зокрема звичайні яловці (Juniperus communis) та західні яловці (Juniperus occidentalis). Ці невисокі вічнозелені дерева рідко виростають більше 6 м заввишки. У підліску розріджених рідколісь переважають чагарники тризубчастого полину (Artemisia tridentata), пуршії (Purshia spp.), ютської ірги (Amelanchier utahensis) та сніжноягідника (Symphoricarpos spp.), а також купини колосистого житняка (Pseudoroegneria spicata) та деяких інших трав. Подекуди між кущами, травою та деревами залишаються ділянки голої землі.
Сосново-ялівцеві рідколісся поширені переважно на висоті від 1800 до 2400 м над рівнем моря, причому нижня межа поширення рідколісь визначається нестачею вологи, а верхня межа — температурою. Яловці здебільшого домінують на нижчих висотах, сосни — на більших висотах, а на середніх висотах переважає комбінація цих видів. Ця зона густої рослинності, існування якої забезпечується температурною інверсією та підвищеною кількістю опадів, є важливою для широкого спектру різноманітних тварин.

### Зона гірських лісів

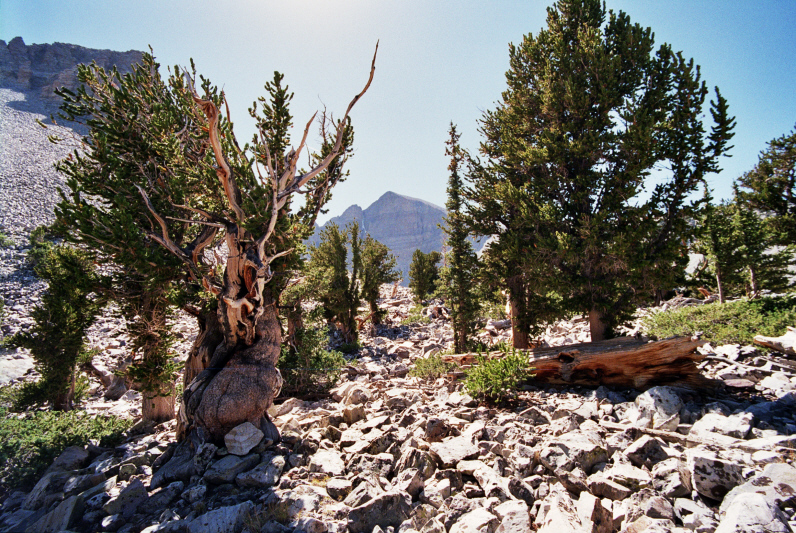
Довговічні сосни (Pinus longaeva) у високогір'ях Великого Басейну

На схилах гірських хребтів Великого Басейну зустрічаються ізольовані ділянки гірських лісів, які Всесвітній фонд дикої природи виділяє у окремий екорегіон гірських лісів Великого Басейну. Через великі відстані, які відділяють одну ділянку лісів від іншої, а також різниці у скелястому субстраті та місцевому кліматі, ці лісові угруповання є надзвичайно різноманітними. Кожне угруповання гірських лісів, ізольоване від сусіднього угруповання пустельними долинами, має довгу індивідуальну історію. На кожне з них по-різному впливають випадкові фактори міграції через величезні простори пустелі. Невеликі масиви гірських лісів часто є дуже вразливими до несприятливих наслідків зміни клімату та генетичного дрейфу.
У лісах, що ростуть на середніх висотах гірських хребтів, переважають одноколірні ялиці (Abies concolor), тисолисті дуґласії (Pseudotsuga menziesii) та жовті сосни (Pinus ponderosa), а у високогірних лісах, зокрема поблизу верхньої межі лісу, — гнучкі сосни (Pinus flexilis), субальпійські ялиці (Abies lasiocarpa), ялини Енгельмана (Picea engelmannii) та майже ендемічні довговічні сосни (Pinus longaeva). На більш теплих південних схилах в лісах часто домінують кучеряві хвостоплідники (Cercocarpus ledifolius). Крім того, у гірських лісах часто зустрічаються чисті насадження американських осик (Populus tremuloides).
Довговічні сосни (Pinus longaeva) є характерними елементами високогір'їв Великого басейну. Ці дерева живуть надзвичайно довго, а їх вік може досягати кількох тисячоліть. Сосна Мафусаїл, що росте в Білих горах на сході Каліфорнії, є найстарішим не-клональним деревом у світі. Станом на 2024 рік її вік становив 4856 років. Суворі високогір'я, у яких зростають довговічні сосни, часто бувають позбавлені іншої рослинності, тому конкуренція з іншими деревами у сосен невелика, а ризик загинути в пожежі менший. Довговічні сосни ростуть дуже повільно, утворюючи дуже щільну деревину, стійку до хвороб. Всі ці фактори сприяють довголіттю дерев.

### Альпійська зона

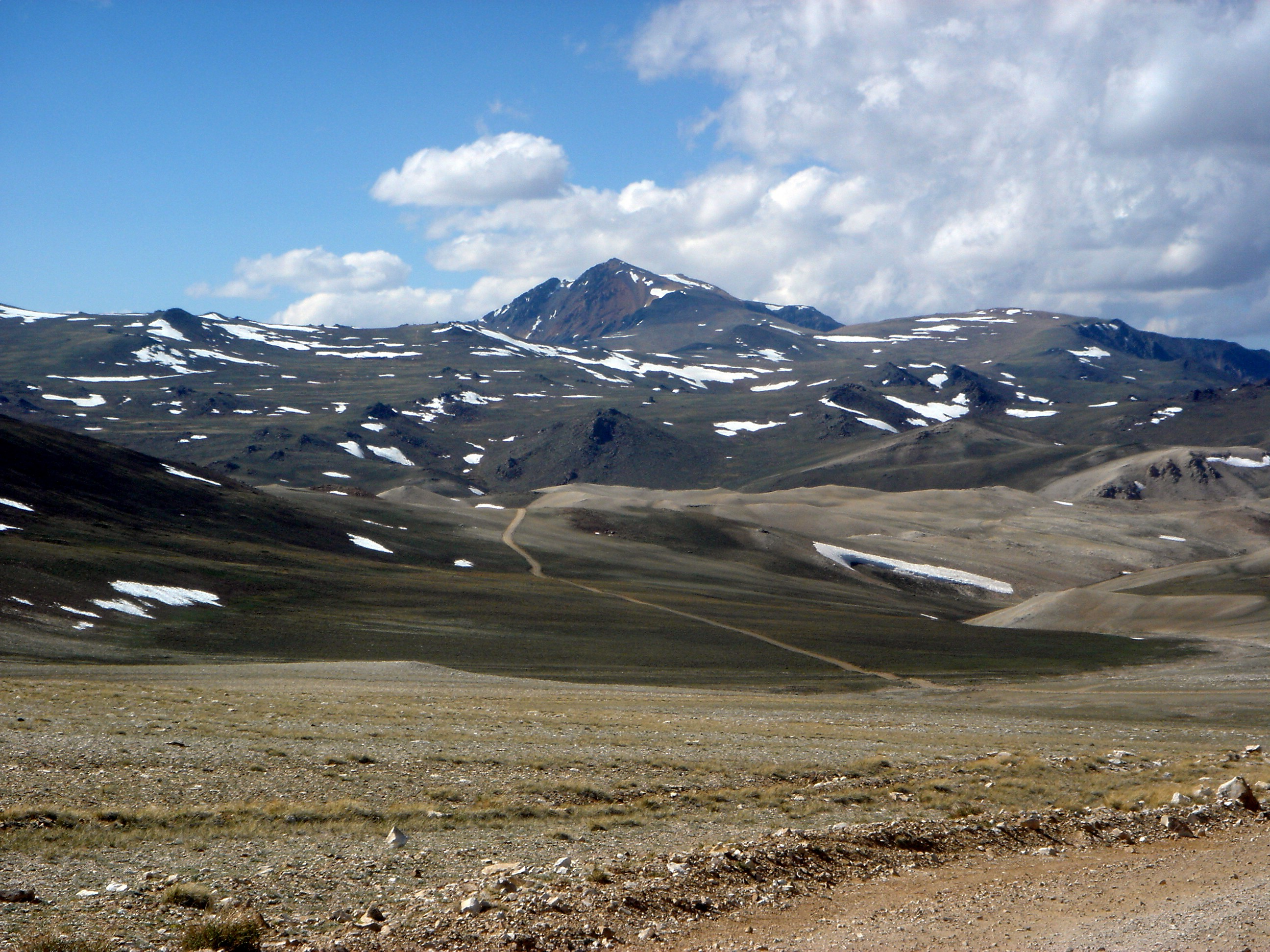
Альпійська тундра у високогір'ях Білих гір (Каліфорнія)

Деякі гірські хребти Великого Басейну достатньо високі, щоб підтримувати альпійські луки. Верхня межа лісу в горах регіону розташована в середньому на висоті 3000 м над рівнем моря, однак зі збільшенням географічної широти ця висота знижується. На високогірних луках зростають злаки, осоки, невисокі багаторічні трави та польові квіти. Рослини, які зустрічаються у цій зоні, відділені від інших подібних ділянок кілометрами передгір'їв та долин. Серед них зустрічається багато ендемічних видів, які еволюціонували в ізоляції на окремій гірській вершині і зустрічаються лише в цій місцевості.

### Прибережна зона
У пустелі Великого Басейну поверхнева вода швидко втрачається внаслідок випаровування або просочується в ґрунт. Проте прибережні зони уздовж річок та струмків є достатньо вологими, щоб підтримувати такі вологолюбні рослини, як верби (Salix spp.), вузьколисті тополі (Populus angustifolia), віргінські черемхи (Prunus virginiana), шипшини Вудса (Rosa woodsii) та американські осики (Populus tremuloides). Розгалужена коренева система верби дозволяє їй досягати ґрунтових вод, а також допомагає водним потокам, сповільнюючи ерозію. У верболозах часто знаходять прихисток канадські бобри (Castor canadensis), а у заростях сріблястої шефердії (Shepherdia argentea) — канадські голкошерсти (Erethizon dorsatum). Поблизу джерел зустрічаються рідкісні види рослин, зокрема ютські скрученики (Spiranthes diluvialis) та плямисті астрагали (Astragalus lentiginosus).

## Фауна

### Ссавці

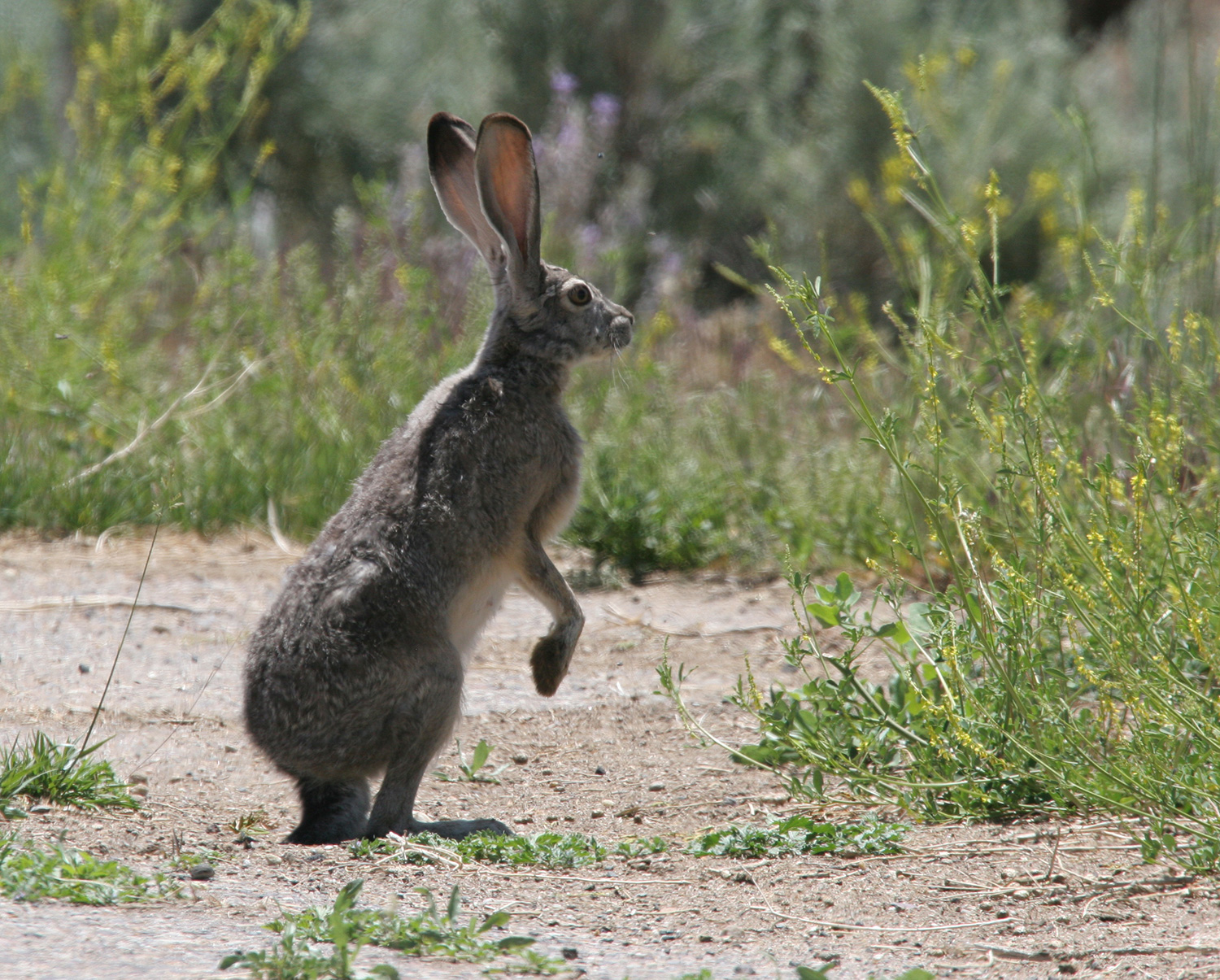
Великовухий заєць (Lepus californicus)

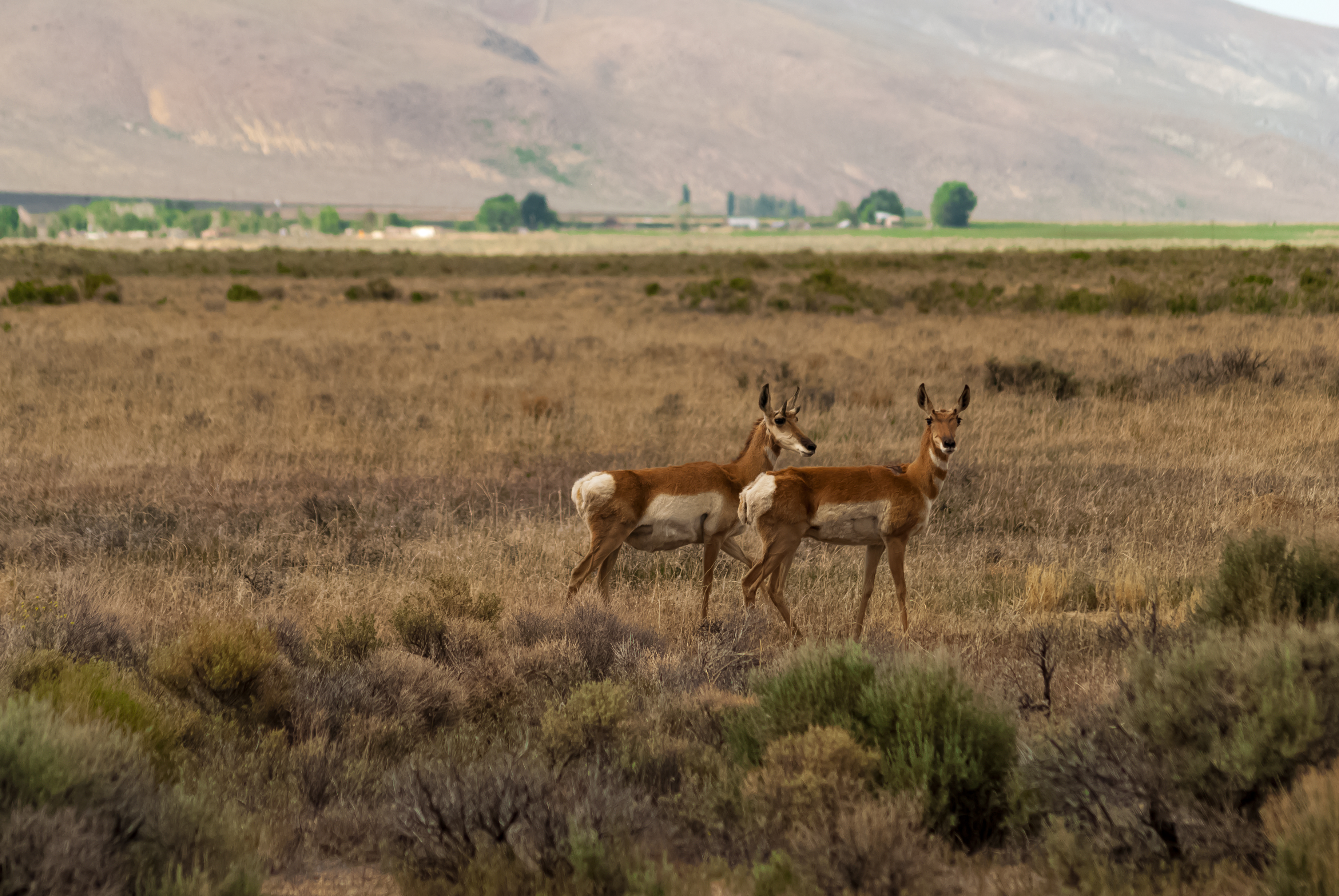
Вилороги (Antilocapra americana)

Серед великих травоїдних тварин, поширених у чагарникових степах Великого Басейну, слід відзначити вилорога (Antilocapra americana), чорнохвостого оленя (Odocoileus hemionus) та пустельного товсторога (Ovis canadensis nelsoni), а також гірського вапіті (Cervus canadensis nelsoni), поширеного на сході регіону. У деяких районах Великого Басейну зустрічаються здичавілі коні, відомі як мустанги, а у високогір'ях Рубінових гір — снігові кози (Oreamnos americanus). Ці тварини є здобиччю для найбільшого хижака регіону — північноамериканської пуми (Puma concolor couguar).
У пустелях та напівпустелях Великого Басейну живуть численні дрібні ссавці, зокрема великовухі зайці (Lepus californicus), білохвості зайці (Lepus townsendii), пустельні кролики (Sylvilagus audubonii), гірські кролики (Sylvilagus nuttallii), айдахські кролики (Brachylagus idahoensis), канадські голкошерсти (Erethizon dorsatum), майже ендемічні ховрахи Мерріама (Urocitellus canus), майже ендемічні паютські ховрахи (Urocitellus mollis), білохвості піщані ховрахи (Ammospermophilus leucurus), соснові бурундуки (Neotamias amoenus), довгохвості полівки (Microtus longicaudus), гірські полівки (Microtus montanus), чагарникові миші (Peromyscus boylii), каньйонові миші (Peromyscus crinitus), довгохвості хом'якомишки (Chaetodipus formosus), білочереві коникоїдки (Onychomys leucogaster), південні коникоїдки (Onychomys torridus), західні врожайниці (Reithrodontomys megalotis), полинові строкатки (Lemmiscus curtatus), дрібні торбомиші (Perognathus longimembris), майже ендемічні темні кенгурові стрибуни (Microdipodops megacephalus), майже ендемічні іньйоські мідиці (Sorex tenellus), плямисті кажани (Euderma maculatum) та бліді кажани (Antrozous pallidus).
Північні гоферчики (Thomomys talpoides), гоферчики Ботти (Thomomys bottae), майже ендемічні гоферчики Таунсенда (Thomomys townsendii), долотозубі кенгурові стрибуни (Dipodomys microps), кенгурові стрибуни Орда (Dipodomys ordii) та самотні торбомиші (Perognathus parvus) риють нори серед полинових чагарників. Скельні ховрахи (Otospermophilus variegatus), пишнохвості лісові хом'яки (Neotoma cinerea) та скельні бурундуки (Neotamias dorsalis) зустрічаються серед скель, західні заподи (Zapus princeps) — у прибережних районах, золотисті ховрахи (Callospermophilus lateralis), майже ендемічні панамінські бурундуки (Neotamias panamintinus) та піньйонові миші (Peromyscus truei) — у сосново-ялівцевих рідколіссях, малі бурундуки (Neotamias minimus) та юїнтські бурундуки (Neotamias umbrinus) — у гірських хвойних лісах, а ховрахи Белдінга (Urocitellus beldingi) — у високогір'ях. На берегах річок зустрічаються канадські бобри (Castor canadensis) та болотяні ондатри (Ondatra zibethicus), а у високогір'ях деяких гірських хребтів, зокрема Білих гір в Каліфорнії та Рубінових гір в Неваді, — американські пискухи (Ochotona princeps) та жовточереві бабаки (Marmota flaviventris). На сході регіону, біля підніжжя гір Восатч, мешкають майже ендемічні ютські лучні собачки (Cynomys parvidens), а в пустельних районах на заході Великого Басейну — ендемічні бліді кенгурові стрибуни (Microdipodops pallidus).
Численні гризуни, поширені у полинових степах Великого Басейну, є здобиччю для хижаків — койотів (Canis latrans), звичайних лисиць (Vulpes vulpes), довговухих лисиць (Vulpes macrotis) та рудих рисей (Lynx rufus). У деяких гірських районах зустрічаються американські горностаї (Mustela richardsonii) та довгохвості ласиці (Neogale frenata). Американські борсуки (Taxidea taxus), смугасті скунси (Mephitis mephitis major) та західні плямисті скунси (Spilogale gracilis) зустрічаються на більшій частині регіону, тоді як звичайні ракуни (Procyon lotor) є доволі рідкісними. Барибали (Ursus americanus) були винищені на більшій частині регіону, однак продовжують зустрічатися у передгір'ях Сьєрра-Невади, тоді як вовки (Canis lupus) повністю вимерли на території Великого Басейну.

### Птахи

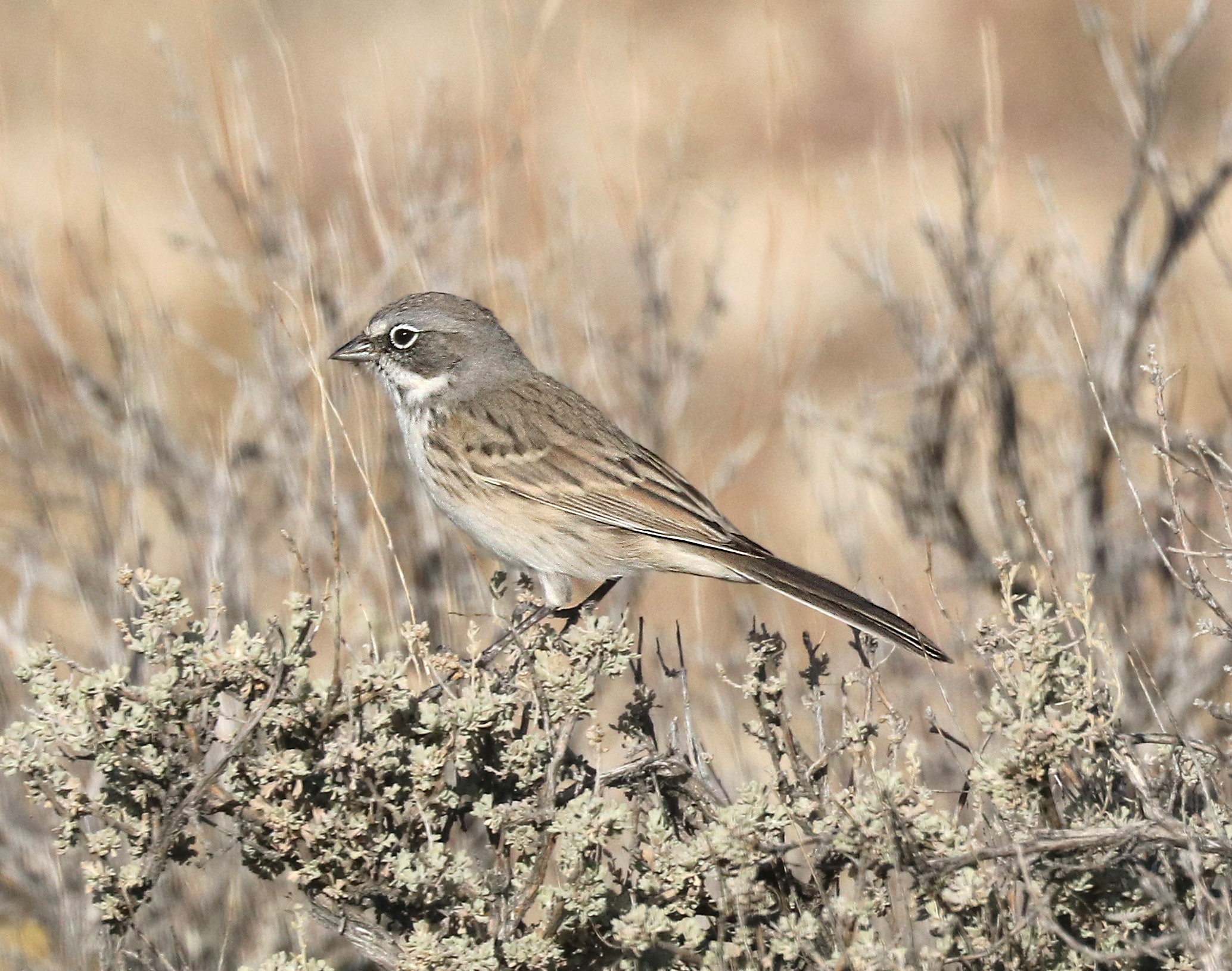
Невадійська вівсянка-пустельниця (Artemisiospiza nevadensis)

Серед птахів, що гніздяться у полинових степах Великого Басейну, слід відзначити гострохвостого тетерука (Centrocercus urophasianus), прерієвого канюка (Buteo swainsoni), королівського канюка (Buteo regalis), прерієвого сокола (Falco mexicanus), американського сича (Athene cunicularia), болотяну сову (Asio flammeus), чорнощокого пораке (Phalaenoptilus nuttallii), білогорлого серпокрильця (Aeronautes saxatalis), великого феба (Sayornis saya), американського сорокопуда (Lanius ludovicianus), рогатого жайворонка (Eremophila alpestris), скельного орішця (Salpinctes obsoletus), каньйонового орішця (Catherpes mexicanus), осокового пересмішника (Oreoscoptes montanus), зеленохвостого тауї (Pipilo chlorurus), лучну карнатку (Spizella breweri), потюка (Chondestes grammacus), невадійську вівсянку-пустельницю (Artemisiospiza nevadensis), чорногорлу вівсянку-пустельницю (Amphispiza bilineata) та західного шпаркоса (Sturnella neglecta). У гірських рідколіссях зустрічаються блакитні сойки (Gymnorhinus cyanocephalus), сонорські сойки (Aphelocoma woodhouseii), американські горіхівки (Nucifraga columbiana), сірі пісняри-лісовики (Empidonax wrightii) та ялівцеві синиці (Baeolophus ridgwayi), а у високогірній тундрі — рідкісні темні катуньчики (Leucosticte atrata).
Водно-болотні угіддя регіону, зокрема Велике Солоне озеро, є важливими місцями, де щороку збираються мільйони перелітних куликів та водоплавних птахів. Тут зустрічаються довгодзьобі плавунці (Phalaropus tricolor), круглодзьобі плавунці (Phalaropus lobatus), американські чоботарі (Recurvirostra americana), американські кулики-довгоноги (Himantopus mexicanus), чорнохвості грицики (Limosa fedoa), американські пісочники (Charadrius nivosus), довгодзьобі неголі (Limnodromus scolopaceus), рогодзьобі пелікани (Pelecanus erythrorynchos), американські коровайки (Plegadis chihi), каліфорнійські мартини (Larus californicus), чорношиї пірникози (Podiceps nigricollis), а також білоголові орлани (Haliaeetus leucocephalus), сапсани (Falco peregrinus) та різноманітні гуси й качки.

### Плазуни і амфібії

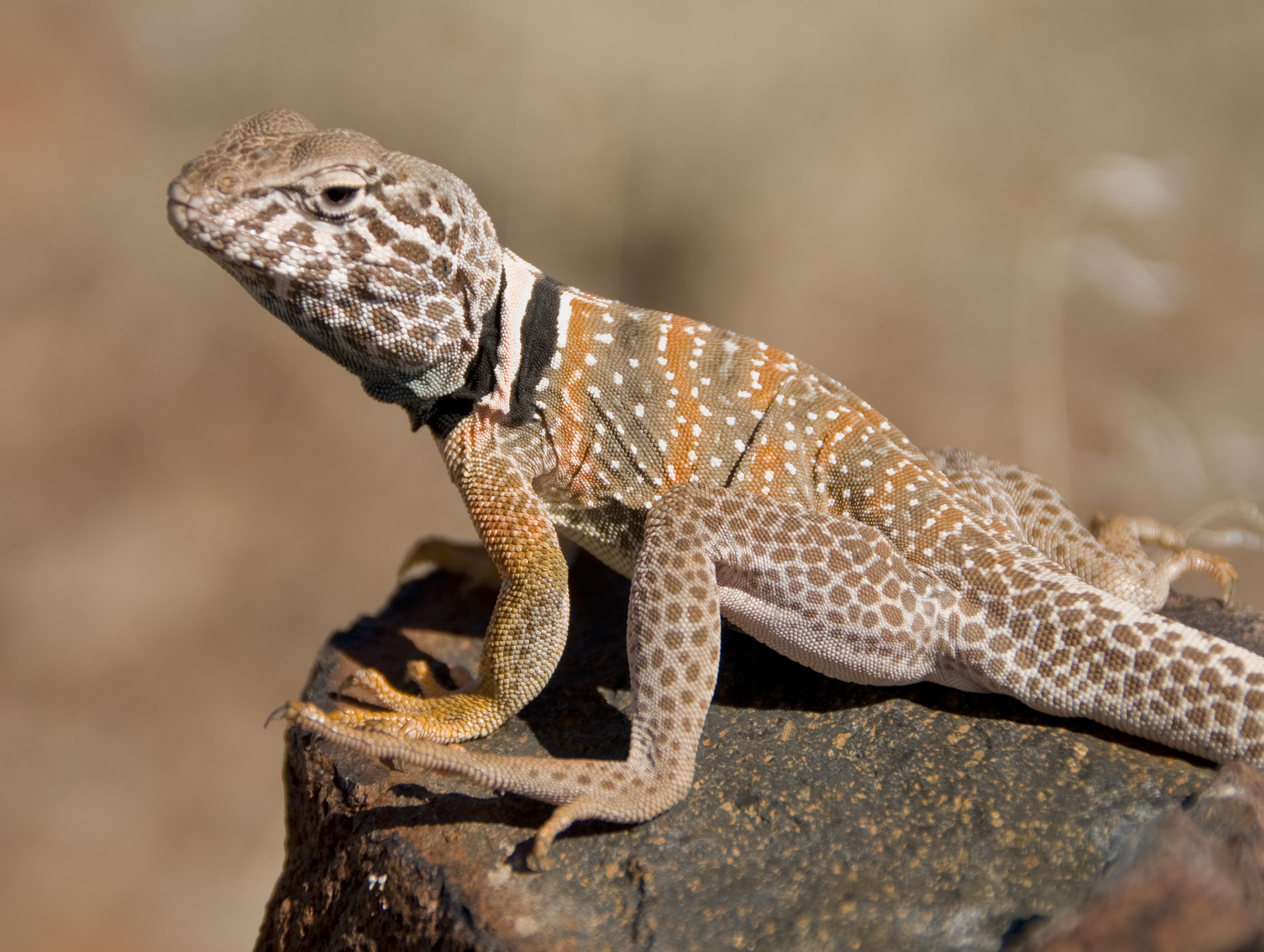
Пустельна комірцева ігуана (Crotaphytus bicinctores)

Герпетофауна екорегіону є доволі різноманітною. Вона включає численних ящірок, зокрема пустельну комірцеву ігуану (Crotaphytus bicinctores), полинову ігуану (Sceloporus graciosus), західну парканну ігуану (Sceloporus occidentalis), жовтоспинну колючу ігуану (Sceloporus uniformis), зеброхвосту ігуану (Callisaurus draconoides), плямистобоку ігуану (Uta stansburiana), довгоносу леопардову ящірку (Gambelia wislizenii), західного батогохвоста (Aspidoscelis tigris), пустельну фриносому (Phrynosoma platyrhinos) і західного сцинка (Plestiodon skiltonianus), та змій, зокрема гоферову змію (Pituophis catenifer), струнку підв'язкову змію (Thamnophis elegans), звичайного полоза-батога (Masticophis flagellum), смугастого полоза-батога (Masticophis taeniatus), західну земляну змію (Sonora semiannulata), західного гримучника (Crotalus oreganus) та гримучника Стівенса (Crotalus stephensi). Серед поширених в регіоні амфібій слід відзначити рідкісних ендемічних рейлроадських ропух (Anaxyrus nevadensis) та діксійських ропух (Anaxyrus williamsi), ареал яких обмежений кількома напівпустельними долинами.

### Риби
Серед риб, що зустрічаються в озерах та річках Великого Басейну, слід відзначити лахонтанську форель (Oncorhynchus clarkii henshawi), туйського головня (Siphateles bicolor) та ютського чукучана (Catostomus ardens). Ендеміками екорегіону є риби куй-уй, що мешкають в озері Пірамід, а також рідкісні пустельні яльці (Eremichthys acros) та вайт-ріверські яльці (Lepidomeda albivallis). Багато озер регіону є настільки солоними, що риба в них жити не може.

## Екорегіони IV рівня

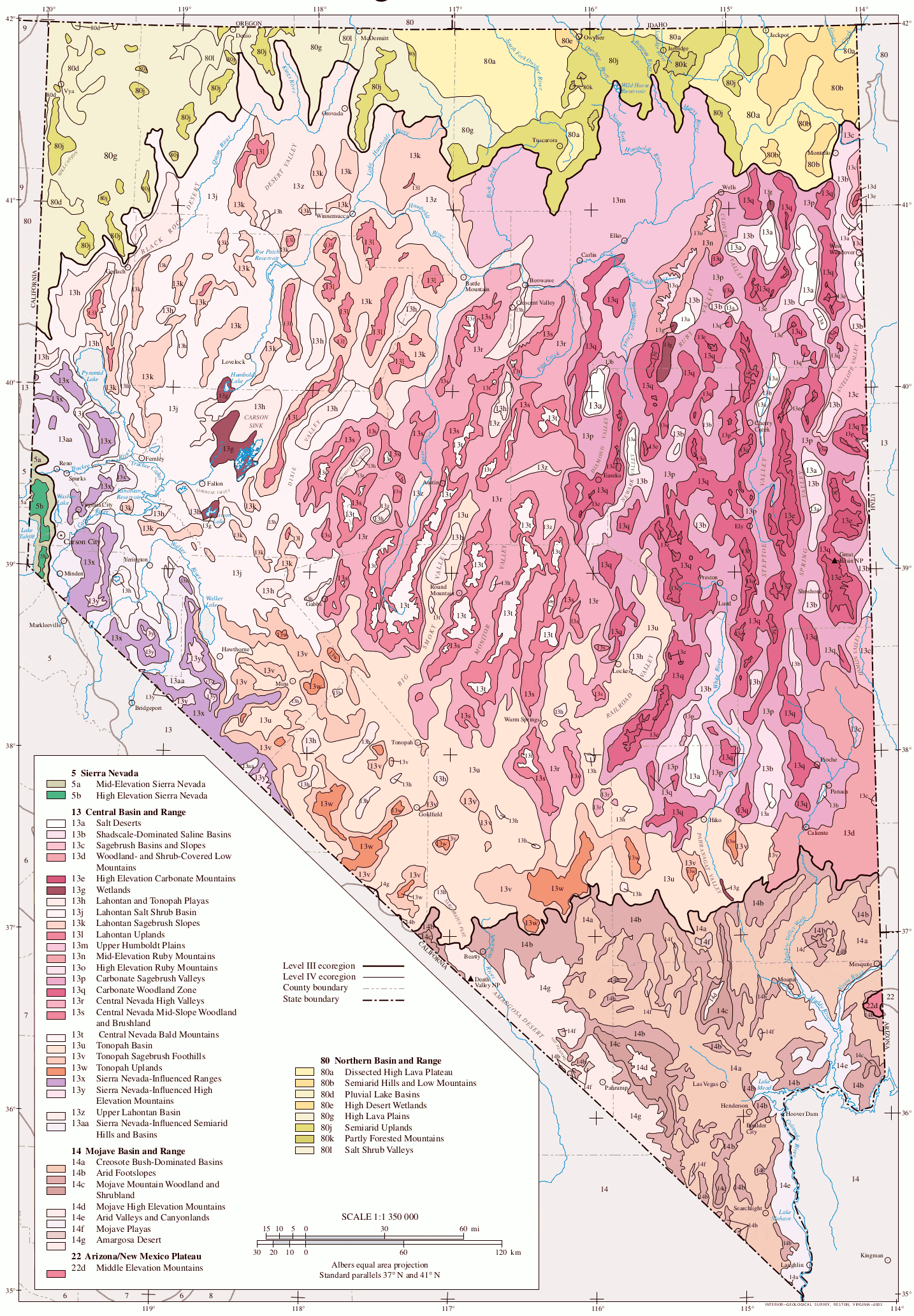
Мапа екорегіонів Невади. Більша частина цього штату входить до екорегіону Центральних долин та хребтів.

У схемі екорегіонів Агенції з охорони довкілля США пустеля Великого Басейну відома як екорегіон III рівня «Центральні долини та хребти». У межах екорегіону Центральних долин та хребтів виділяють 31 екорегіон рівня IV. 27 субрегіонів є частиною екорегіону чагарникових степів Великого Басейну, а 4 субрегіони — гірських лісів Великого Басейну, відповідно до визначення Всесвітнього фонду дикої природи (WWF).

### Солончакові пустелі (13a)

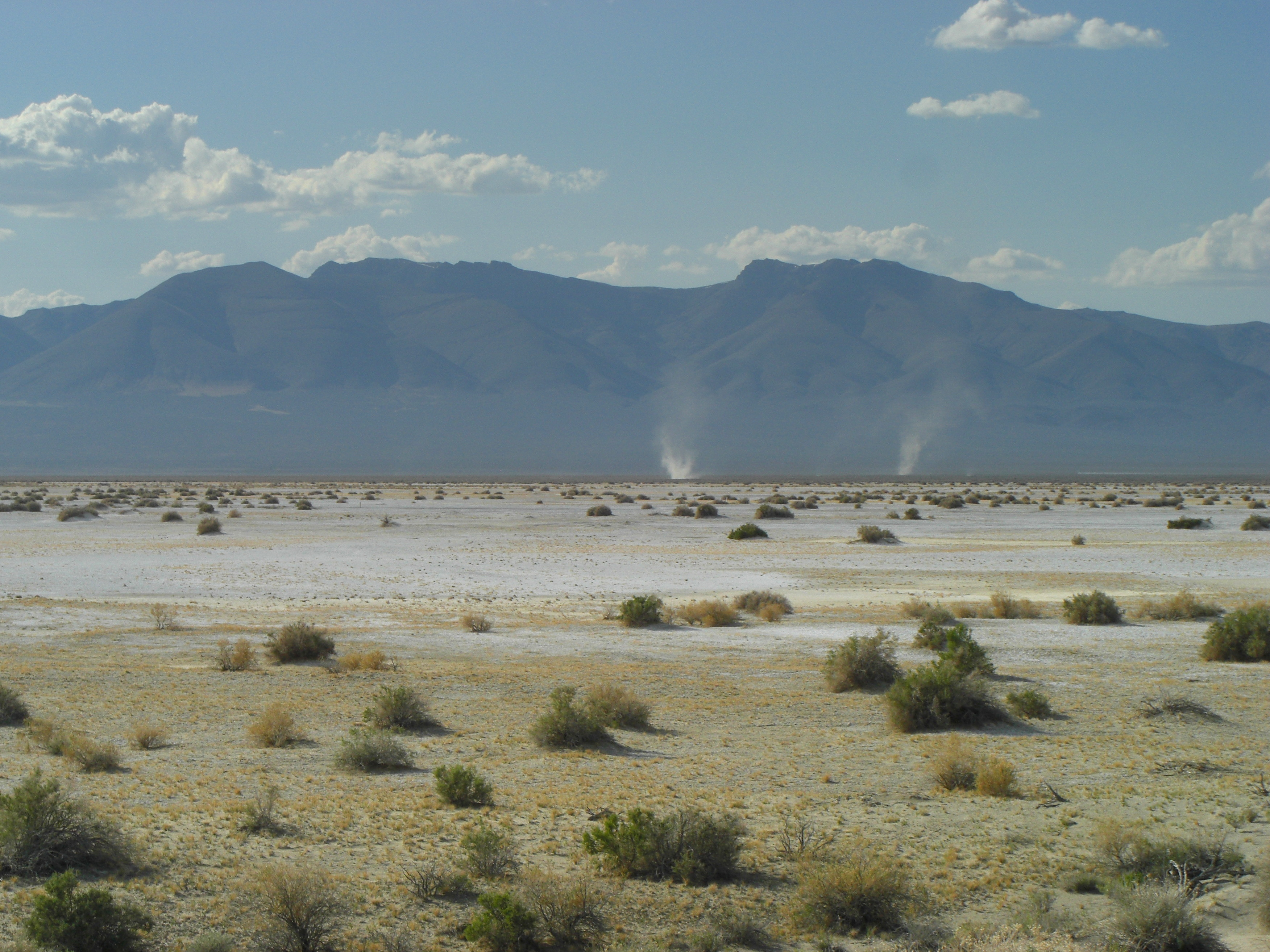
Пиловий вихор в пустелі Невади

Регіон солончакових пустель охоплює висохлі озера (плая), солончаки, мулисті рівнини та солоні озера, що лежать на висоті від 1300 до 1800 м над рівнем моря. Солончаки характерні для Бонневільського басейну, який містить більше солі, ніж басейни Лахонтан і Тонопа (13h). Розташовані в регіоні озера, зокрема Велике Солоне озеро, є занадто солоними, щоб у них могла жити риба. Рівень води та її солоність коливаються протягом року та з року у рік. У посушливі роки невеликі озера можуть повністю пересихати, залишаючи по собі шар солі, яку розносить вітер. Рослинність у солончакових пустелях здебільшого відсутня, хоча подекуди зустрічаються деякі стійкі до солі галофіти, зокрема американські солонокущі (Sarcobatus vermiculatus), йодові кущі (Allenrolfea occidentalis), приморські дворядники (Distichlis spicata), лужні спороболуси (Sporobolus airoides), червоні солонці (Salicornia rubra) та ютські солонці (Salicornia utahensis). Засолені, глинисті, погано дреновані ґрунти регіону не придатні для землеробства, а потенціал для випасу худоби тут дуже обмежений. Солончакові пустелі є середовищем існування для диких тварин. Вони також використовуються у рекреаційних, військових та промислових цілях, зокрема у видобутку солі. Загалом регіон солончакових пустель охоплює 205 км² у Неваді та 17236 км² у Юті. Він включає солончаки Бонневіль та Севір, розташовані на місці колишнього озера Бонневіль.

### Лутигові чагарники солончакових долин (13b)
Регіон лутигових чагарників солончакових долин охоплює майже пласкі, безстічні, пустельні долини, що лежать на висоті від 1250 до 1900 м над рівнем моря. Ці долини переважно розташовані у басейні колишнього озера Бонневіль, на більшій висоті, ніж солончаки та чагарники Лахонтанського басейну (13j) на заході, внаслідок чого клімат тут більш прохолодний. Тут переважають світлі ґрунти з великим вмістом солей та лугів, які залишаються сухими протягом тривалих періодів. У долинах регіону переважають колючі лутиги (Atriplex confertifolia) та американські солонокущі (Sarcobatus vermiculatus), які більш стійкі до солі, посухи та екстремальних температур, ніж чагарники полину, поширені в регіоні 13c на дещо більших висотах. Серед інших рослин, що зустрічаються в регіоні, слід відзначити колючий полин (Artemisia spinescens), сірувату лутигу (Atriplex canescens), сірий кролячий полин (Ericameria nauseosa), лужний спороболус (Sporobolus airoides), білкохвостий колосняк (Elymus elymoides), приморський дворядник (Distichlis spicata), індіанську рисову траву (Eriocoma hymenoides), попелястий колосняк (Leymus cinereus) та галлету Джеймса (Hilaria jamesii). У деяких районах трапляються невеликі насадження скельних яловців (Juniperus scopulorum).
Долини у невадській частині регіону більш вузькі та перебувають під більшим впливом сусідніх гірських хребтів, ніж долини в штаті Юта. Тут вода просочується через карбонатні породи навколишніх гір та виходить на поверхню у вигляді джерел. У ізольованих джерелах зустрічаються рідкісні ендемічні риби, зокрема ньюаркські головні (Siphateles bicolor newarkensis). Основною формою землекористування в регіоні є випас худоби, тоді як зрошуване землеробство менш поширене. Загалом регіон охоплює 8187 км² на сході Невади та 21005 км² на заході Юти.

### Полинові чагарники долин та схилів (13c)
Регіон полинових чагарників долин та схилів охоплює напівпустельні долини, ряди алювіальних конусів (бахади), невисокі пагорби та низькі гірські схили, розташовані на висоті від 1340 до 2250 м над рівнем моря. Порівняно з солончаковими долинами (13b), ґрунти тут не такі засолені, зволоженість дещо вища, а зимові температури помірніші. Рослинний покрив регіону представлений чагарниками вайомінгського тризубчастого полину (Artemisia tridentata subsp. wyomingensis), серед яких зустрічаються деякі багаторічні трави, зокрема колосистий житняк (Pseudoroegneria spicata), кількість яких на півночі екорегіону зростає. Від полинових чагарників регіону залежить низка видів гризунів та птахів, а також вилороги (Antilocapra americana), які знаходять тут їжу і прихисток. Основною формою землекористування в регіоні є випас худоби. Загалом регіон охоплює 232 км² на сході Невади, 24330 км² на заході Юти, а також деякі райони на південному сході Айдахо.

### Рідколісся та чагарники низькогірських схилів (13d)
Регіон рідколісь та чагарників низькогірських схилів охоплює невисокі скелясті гірські хребти, гірські схили та передгір'я, розташовані на висоті від 1500 до 2700 м над рівнем моря. Тут випадає достатньо опадів для існування сосново-ялівцевих рідколісь, основу яких складають однохвойні сосни (Pinus monophylla) та ютські яловці (Juniperus osteosperma). В їх підліску переважають чагарники вайомінгського тризубчастого полину (Artemisia tridentata subsp. wyomingensis), гірського тризубчастого полину (Artemisia tridentata subsp. vaseyana) та чорного полину (Artemisia nova). У деяких районах вище поясу соснових рідколісь поширені чагарники пуршії (Purshia spp.) та  вільхолистої ірги (Amelanchier alnifolia), які є важливим джерелом їжі для чорнохвостих оленів (Odocoileus hemionus).
На південному сході Невади регіон 13d є перехідною зоною між Великим Басейном, Колорадським плато та пустелею Мохаве. Тут у підліску ялівцевих рідколісь, окрім полину, зустрічаються також дуби Гембела (Quercus gambelii), чагарникові дуби (Quercus turbinella), коротколисті юки (Yucca brevifolia) та різні види грами (Bouteloua spp.). Різноманіттю та продуктивності цих рідколісь сприяє літній режим опадів.
Від інших лісових субрегіонів, розташованих у Неваді на подібних висотах, таких як 13q та 13s, регіон рідколісь та чагарників низькогірських схилів відрізняється рослинністю та субстратом. Його гірські схили, пагорби та конуси виносу вищі, вологіші, більш скелясті та порізані, ніж у субрегіонах 13c та 13i, а також нижчі та сухіші, ніж у субрегіоні 13e. Основною формою землекористування в регіоні є випас худоби. У деяких районах дерева були вирубані, щоб збільшити кількість корму для худоби. Історично в регіоні добували золото та срібло. Загалом регіон охоплює 503 км² в Неваді, 1676 км² в Юті, а також деякі райони на південному сході Айдахо.

### Високогір'я Карбонатних гір (13e)
Регіон високогір'їв Карбонатних гір охоплює високогір'я низки гірських хребтів Великого Басейну, розташовані на висоті від 2500 до 3981 м над рівнем моря. Основу цих гір складають карбонтатні осадові гірські породи — вапняки, доломіти, кварцити та конгломерати. Тут випадає доволі багато опадів (від 400 до понад 1000 мм за рік, переважно влітку), і хоча частина води просочується через пористі породи, щоб потім знову вийти на поверхню у вигляді джерел, цього достатньо, щоб підтримувати хвойні ліси. Їх основу складають одноколірні ялиці (Abies concolor), тисолисті дуґласії (Pseudotsuga menziesii), гнучкі сосни (Pinus flexilis) та ялини Енгельмана (Picea engelmannii), а в підліску переважають чагарники гірського тризубчастого полину (Artemisia tridentata subsp. vaseyana), інші кущі та трави. На висоті понад 2900 м над рівнем моря на карбонатних субстратах ростуть довговічні сосни (Pinus longaeva). Однак умови регіону не сприяють альпійській тундрі: альпійських рослин тут зустрічається менше, ніж у гранітних Рубінових горах (13o). Загалом регіон охоплює 2372 км² у високогір'ях Невади та 300 км² у високогір'ях Юти. Всесвітній фонд дикої природи відносить високогір'я Карбонатних гір до екорегіону гірських лісів Великого Басейну.

### Вологе підніжжя гір Восатч (13f)
Регіон вологого підніжжя гір Восатч розташований на крайньому сході екорегіону, біля підніжжя гір Восатч, на висоті від 1280 до 1650 м над рівнем моря. Численні річки стікають з гір до Великого Солоного озера та прісного озера Юта, протікаючи через територію регіону. Його природний рослинний покрив представлений чагарниковими степами, основу яких складають кущі тризубчастого полину (Artemisia tridentata) та американського білолізника (Krascheninnikovia lanata), різноманітні трави, зокрема колосистий житняк (Pseudoroegneria spicata), західний пирійник (Pascopyrum smithii), піщаний спороболус (Sporobolus cryptandrus), індіанська рисова трава (Eriocoma hymenoides), голко-ниткова ковила (Hesperostipa comata), а також різні види ґринделій (Grindelia) та кролячих кущів (Chrysothamnus spp.).
Загалом регіон вологого підніжжя гір Восатч охоплює 2305 км² в штаті Юта. Тут розташована столиця Юти — Солт-Лейк-Сіті, проживає більшість населення штату та сконцентрована більша частина його комерційної діяльності. Поза межами міст розміщуються орні землі, зрошувані пасовища, тваринницькі ферми та фруктові сади. В регіоні вирощують люцерну, пшеницю, ячмінь, овочі, кукурудзу, цукрові буряки, персики, груші, яблука, абрикоси та вишні. Розвиток сільського господарства вплинув на якість водних потоків, а іригація зменшила річковий стік.

### Водно-болотні угіддя (13g)

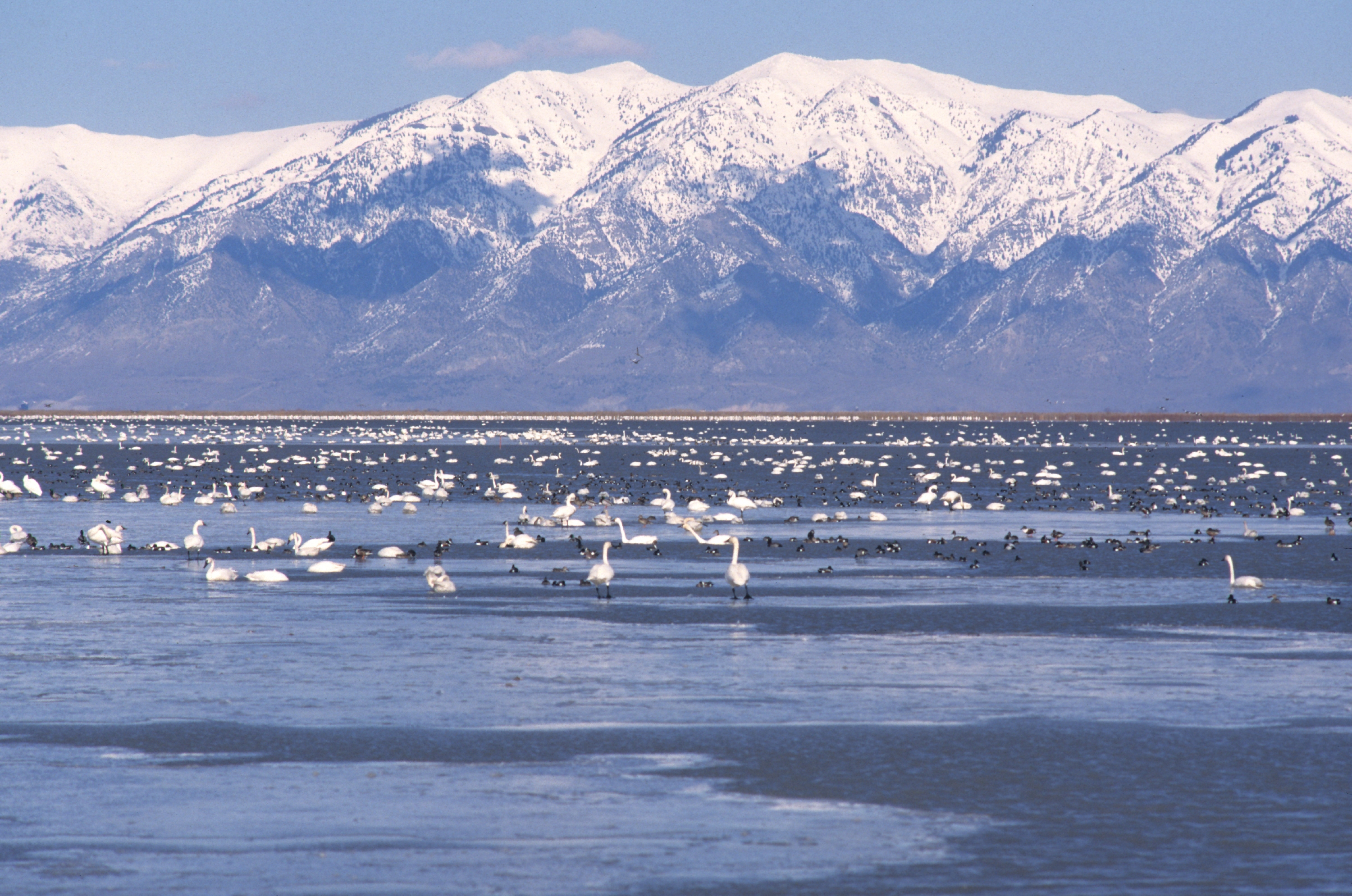
Мігруючі птахи на Великому Солоному озері

Регіон водно-болотних угідь містить солоні, солонуваті та прісні водно-болотні угіддя, розташовані у Великому Басейні. Деякі з озер, що входять до цього регіону, є постійними і живляться джерельною водою або підземними водами, деякі є ефемерними і сезонно наповнюються талою сніговою водою, що стікає з гір. Рівень води у багатьох водоймах регулюється каналами і греблями. Багато водно-болотних угідь зникли внаслідок розширення сільськогосподарських угідь та зменшення річкового стоку; інші були створені в результаті рекультивації та зрошування. Природний рослинний покрив регіону представлений заростями очерету. Тут зростають гострі куги (Schoenoplectus acutus), балтійські ситники (Juncus balticus), приморські дворядники (Distichlis spicata), лужні спороболуси (Sporobolus airoides), йодові кущі (Allenrolfea occidentalis), а також різні види рогозу (Typha spp.) та їжачої голівки (Sparganium spp.). Тут зустрічається багато мігруючих водоплавних та коловодних птахів. Загалом регіон водно-болотних угідь охоплює 1062 км² в Неваді та 932 км² в Юті, зокрема східне узбережжя Великого Солоного озера.

### Солончаки Лахонтану та Тонопи (13h)

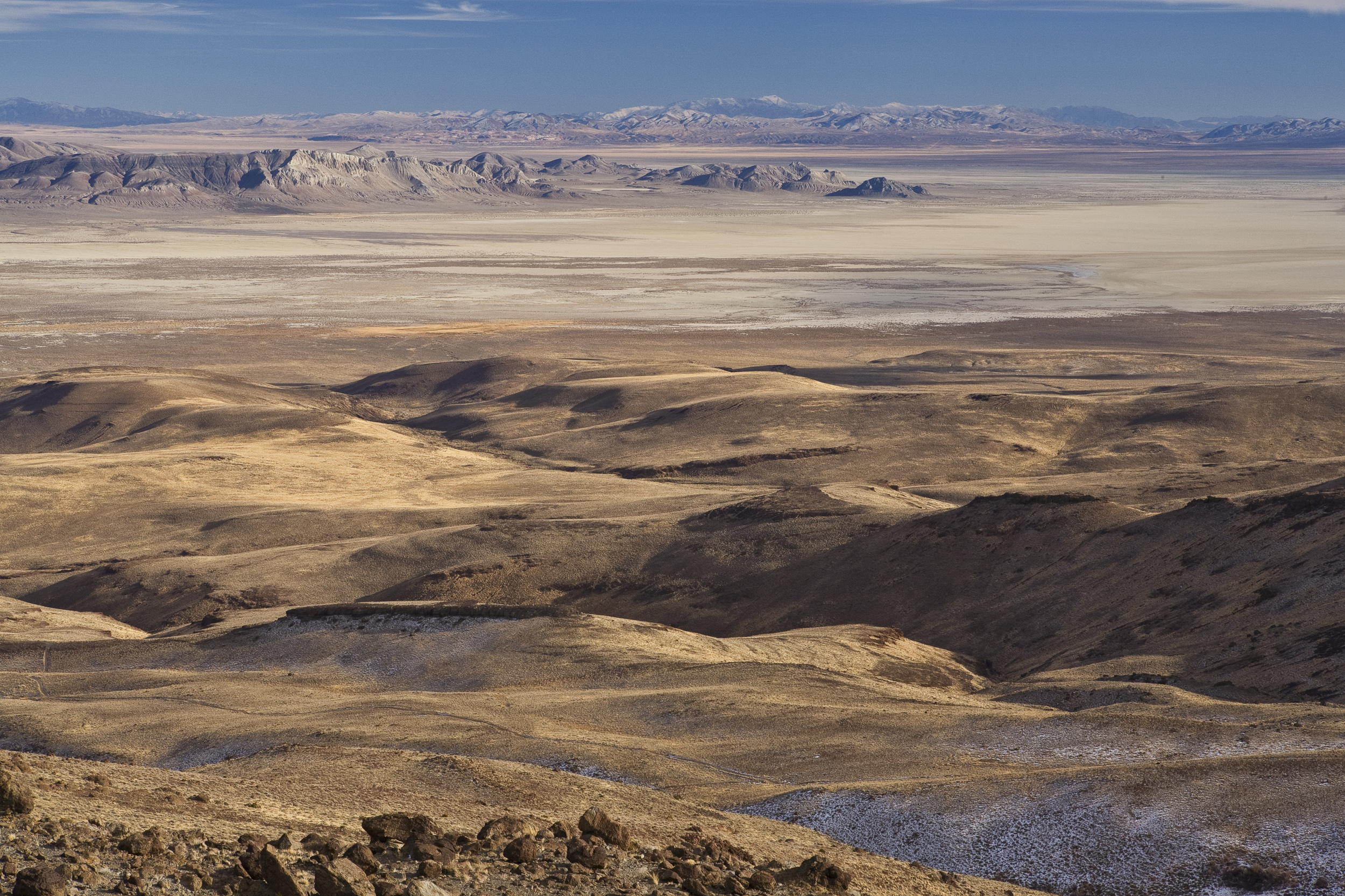
Пустеля Блек-Рок

Регіон солончаків Лахонтану та Тонопи охоплює висохлі озера (плая), солончаки, мулисті рівнини та пересихаючі солоні озера, розташовані на місці колишнього озера Лахонтан. У безстічні озера регіону впадають річки, що стікають зі Сьєрра-Невади. Навесні, коли сніг в горах починає танути, вони регулярно наповнюються водою, приваблюючи численних перелітних птахів. Під час посух, коли вони пересихають, вітер піднімає над плаями хмари солоного пилу, розносячи його по Великому Басейну. Рослинний покрив регіону практично відсутній, за винятком деяких галофітів, таких як лужні спороболуси (Sporobolus airoides), приморські дворядники (Distichlis spicata) та мохавські содники (Suaeda nigra). Подекуди зустрічаються розріджені чагарники американських солонокущів (Sarcobatus vermiculatus) та колючої лутиги (Atriplex confertifolia), які часто стабілізують ділянки невисоких піщаних дюн. Засолені ґрунти регіону не придатні для землеробства, а потенціал для випасу худоби тут дуже обмежений. Солончаки Лахонтану та Тонопи є середовищем існування для диких тварин. Вони також використовуються у рекреаційних та військових цілях. Загалом регіон охоплює 7423 км² в Неваді, зокрема у пустелі Блек-Рок, у западині Карсон, на Солонокущевій рівнині та навколо озера Пірамід, а також невелику область на сході Каліфорнії, навколо Медового озера.

### Долини Малад та Кеш (13i)

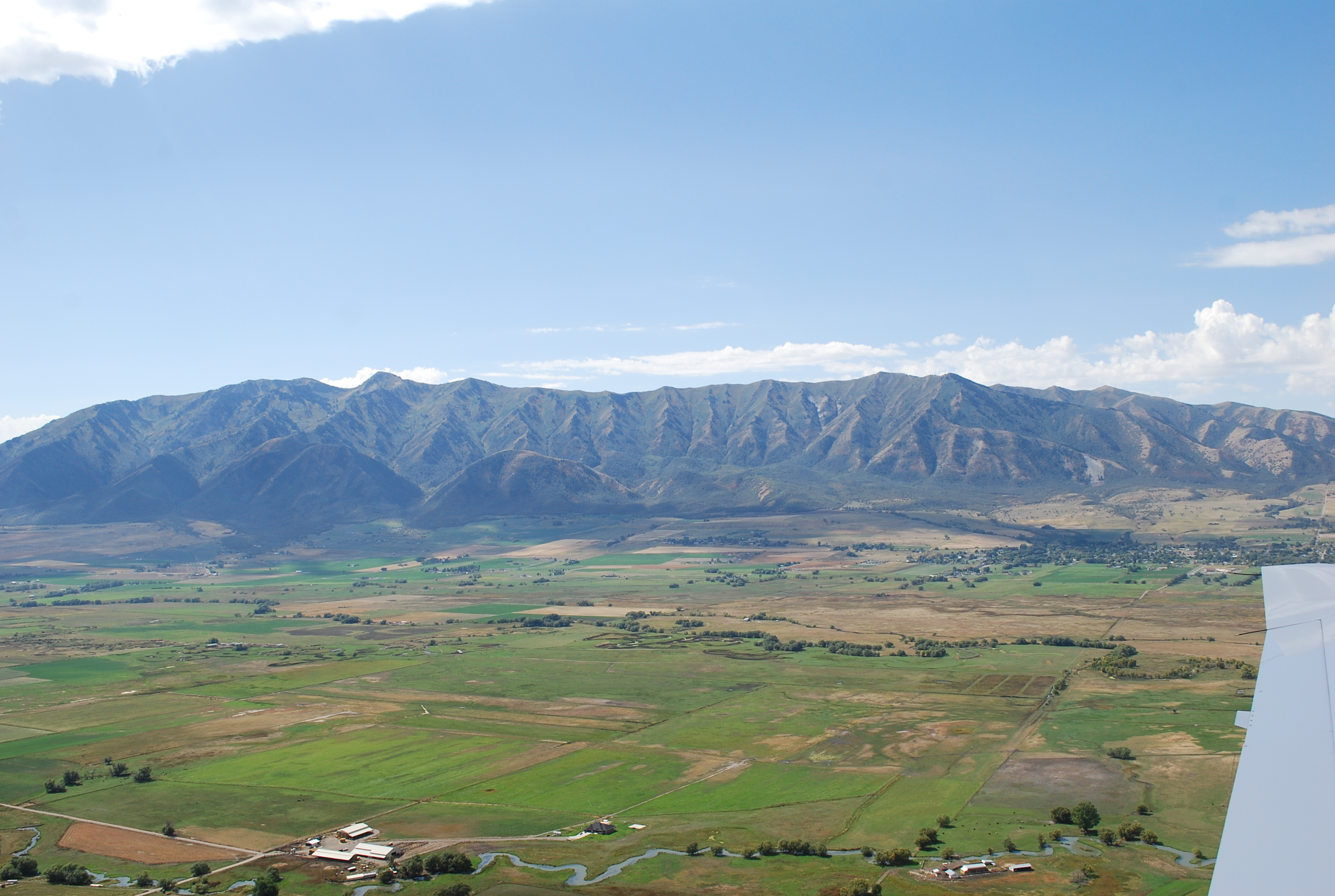
Долина Кеш

Регіон долин Малад та Кеш охоплює широкі річкові тераси, вузькі заплави та алювіальні конуси у долинах Малад та Кеш на півночі Юти та південному сході Айдахо. Рослинний покрив регіону представлений полиновими степами, у яких переважають чагарники тризубчастого полину (Artemisia tridentata). На добре дренованих ділянках зустрічається колосистий житняк (Pseudoroegneria spicata), західний пирійник (Pascopyrum smithii), попелястий колосняк (Leymus cinereus), тонконіг (Poa spp.) та інтродукований покрівельний стоколос (Bromus tectorum), а у вологих заплавах — звичайний очерет (Phragmites australis), приморський дворядник (Distichlis spicata) та різні види осок (Cyperaceae). Постійні річки, що беруть початок у навколишніх горах, забезпечують водою пасовища, поля та міста. Основними формами землекористування в регіоні є рільництво, тваринництво та садівництво. Тут вирощують люцерну, ячмінь, пшеницю, овочі, кукурудзу на силос, цукрові буряки, яблука та персики.

### Солончаки та чагарники Лахонтанського басейну (13j)
Регіон солончаків та чагарників Лахонтанського басейну охоплює велику суху рівнину, яка лежить на висоті від 1000 до 1700 м над рівнем моря. Ця рівнина колись була дном плейстоценового озера Лахонтан, площа якого була співставна з площею сучасного озера Ері. Порівняно з Бонневільським басейном (13b), розташованим на сході, Лахонтанський басейн лежить на нижчій висоті та тепліший взимку. Однак, хоча через низькі долини регіон має зв'язок з пустелею Мохаве, зими в Лахонтанському басейні все ж доволі холодні, що перешкоджає розповсюдженню мохавських видів на північ. Оскільки Лахонтанський басейн лежить у дощовій тіні Сьєрра-Невади, опадів тут випадає мало (від 100 до 180 мм за рік).
Рослинний покрив регіону представлений чагарниками колючої лутиги (Atriplex confertifolia), колючого полину (Artemisia spinescens), ендемічного солонокуща Бейлі (Sarcobatus baileyi), повія Шоклі (Lycium shockleyi) і невадської ефедри (Ephedra nevadensis) та купинами індіанської рисової трави (Eriocoma hymenoides). На засолених і лужних ґрунтах зростають американські солонокущі (Sarcobatus vermiculatus), приморські дворядники (Distichlis spicata), лужні спороболуси (Sporobolus airoides) та мохавські содники (Suaeda nigra). На піщаних дюнах зустрічаються спеціалізовані рослинні угруповання, що включають невадський індиговий кущ (Psorothamnus polydenius), сірувату лутигу (Atriplex canescens), дрібнолистий кінський кущ (Tetradymia glabrata), дюнний кінський кущ (Tetradymia tetrameres) та індіанську рисову траву (Eriocoma hymenoides). Ці угруповання зберігають вологу та підтримують різноманітні популяції дрібних ссавців. У долинах річок Карсон і Тракі, які беруть початок в горах Сьєрра-Невади, зростають прибережні рідколісся, основу яких складають тополі Фремонта (Populus fremontii), койотські верби (Salix exigua), сріблясті шефердії (Shepherdia argentea) та інтродуковані вузьколисті маслинки (Elaeagnus angustifolia). Основними формами землекористування в Лахонтанському басейні є випас худоби та, меншою мірою, зрошувальне землеробство; тут вирощують люцерну та просо. Активно відбувається видобуток золота, вапняку, піску та гравію; історично в регіоні також видобували срібло. Загалом регіон охоплює 24864 км² на заході Невади.

### Полинові степи схилів Лахонтану (13k)
Регіон полинових степів схилів Лахонтану охоплює пагорби, ряди алювіальних конусів (бахади) та невисокі гори, які підіймаються над рівнинами Лахонтанського басейну. Висота регіону коливається від 1500 до 2130 м над рівнем моря. На відміну від регіону 13j, розташованого на нижчих висотах, тут відсутні озерні відклади. Оскільки зі збільшенням висоти вологість збільшується, а лужність ґрунтів зменшується, на зміну лутиговим чагарникам приходять полинові степи, у яких домінують чагарники тризубчастого полину (Artemisia tridentata) та ендемічного лахонтанського полину (Artemisia arbuscula ssp. longicaulis) на більших висотах. Серед інших чагарників, поширених в регіоні, слід відзначити чагарничковий полин (Artemisia arbuscula), дрібнолистий кінський кущ (Tetradymia glabrata), гірку пуршію (Purshia tridentata), зелену ефедру (Ephedra viridis) та різні види кролячих кущів (Chrysothamnus spp.), а серед трав — пустельну ковилу (Stipa speciosa), білкохвостий колосняк (Elymus elymoides), голкову траву Тербера (Eriocoma thurberiana), індіанську рисову траву (Eriocoma hymenoides), однобокий тонконіг (Poa secunda) та колосистий житняк (Pseudoroegneria spicata). Продуктивність трав зростає на північному сході регіону, за межами впливу дощової тіні Сьєрра-Невади. Внаслідок надмірного випасу худоби та поширення інтродукованих покрівельних стоколосів (Bromus tectorum) у полинових степах Лахонтанського басейну влітку часто спалахують пожежі, спричинені ударами блискавки.
Чагарникові степи регіону є середовищем проживання для диких тварин. Основною формою землекористування в регіоні є випас худоби, однак потенціал випасу обмежений. Тут відбувається активний видобуток золота, срібла, глини, вапняку та гіпсу, історично в регіоні також видобували ртуть. Загалом регіон полинових степів схилів Лахонтану охоплює 12344 км² на заході Невади.

### Лахонтанські височини (13l)
Регіон Лахонтанських височин охоплює найвищі вершини гірських хребтів Лахонтанського басейну, розташовані на висоті від 1950 до 2680 м над рівнем моря. Тут переважають розріджені рідколісся ютських яловців (Juniperus osteosperma). Однохвойні сосни (Pinus monophylla) присутні лише на горі Ферв'ю-Пік та в горах Стіллвотер, тоді як на решті регіону сосни відсутні. У підліску ялівцевих рідколісь регіону поширені чагарники гірського тризубчастого полину (Artemisia tridentata subsp. vaseyana), вайомінгського тризубчастого полину (Artemisia tridentata subsp. wyomingensis), чорного полину (Artemisia nova), чагарничкового полину (Artemisia arbuscula), зеленої ефедри (Ephedra viridis), гіркої пуршії (Purshia tridentata) та кролячих кущів (Chrysothamnus spp.). На півночі регіону у трав'яному ярусі переважають види, що ростуть під час прохолодного сезону, такі як однобокий тонконіг (Poa secunda), голкова трава Тербера (Eriocoma thurberiana) та колосистий житняк (Pseudoroegneria spicata), а на півдні регіону — види, що ростуть під час теплого сезону, такі як індіанська рисова трава (Eriocoma hymenoides).
Рідколісся, чагарники та луки регіону є середовищем проживання для диких тварин. У річках, що стікають з гір регіону, нереститься риба. В регіоні відбувається видобуток золота; історично тут також видобували срібло та ртуть. Загалом регіон охоплює 2215 км² на заході Невади.

### Рівнини Верхнього Гумбольдту (13m)

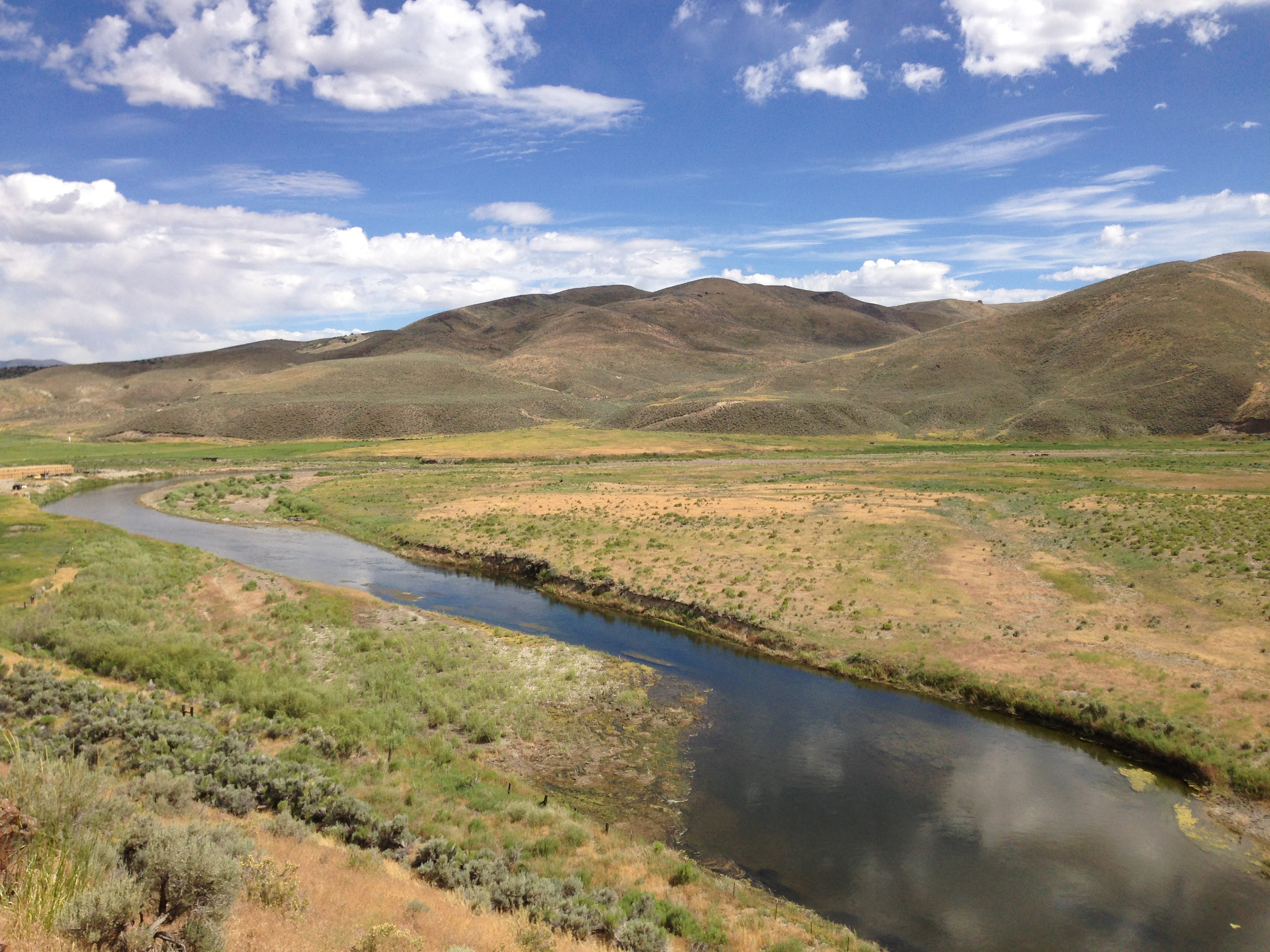
Долина річки Гумбольдт

Регіон рівнин Верхнього Гумбольдту охоплює широкі, горбисті рівнини, розташовані у верхній частині басейну Гумбольдту, на висоті від 1400 до 2350 м над рівнем моря. Тут зустрічаються поодинокі останці та невисокі гори, а також декілька гарячих джерел. З геологічної точки зору основу регіону складають шари вулканічного попелу, ріоліти та туфи. Рослинний покрив Гумбольдської рівнини представлений полиновими степами, у яких зустрічаються чагарники вайомінгського тризубчастого полину (Artemisia tridentata subsp. wyomingensis) та жовтого кролячого куща (Chrysothamnus viscidiflorus), а також багаторічні злаки, що ростуть під час прохолодного сезону, такі як колосистий житняк (Pseudoroegneria spicata), айдахська костриця (Festuca idahoensis), однобокий тонконіг (Poa secunda), білкохвостий колосняк (Elymus elymoides), голкова трава Тербера (Eriocoma thurberiana) та попелястий колосняк (Leymus cinereus). На ділянках з неглибокими, кам'янистими ґрунтами переважає чагарничковий полин (Artemisia arbuscula). На ґрунтах, материнською породою для яких виступає ріоліт, спостерігається більша щільність злаків та різнотрав'я. У полинових степах регіону часто спалахують пожежі. Після пожеж місцеві трави та чагарники часто замінюються інтродукованим покрівельним стоколосом (Bromus tectorum).
Регіон рівнин Верхнього Гумбольдту характеризується більш вологим та прохолодним кліматом, ніж інші субрегіони Великого Басейну, що лежать на подібній висоті. Він має перехідний характер між екорегіонами Центральних та Північних долин і хребтів. Основною формою землекористування тут є випас худоби, хоча у долині річки Гумбольдт є орні землі. Історично в регіоні видобували золото, срібло та ртуть. Загалом регіон охоплює 13584 км² на півночі Центральної Невади.

### Середні висоти Рубінових гір (13n)
Регіон середніх висот Рубінових гір охоплює нижні схили Рубінових гір, розташованих на північному сході Невади. Його висота коливається від 2000 до 2600 м над рівнем моря. Незважаючи на те, що на цих висотах у Великому Басейні зазвичай поширені сосново-ялівцеві ліси, в регіоні переважають чагарники гірського тризубчастого полину (Artemisia tridentata subsp. vaseyana), серед яких ростуть купини айдахської костриці (Festuca idahoensis), однобокого тонконогу (Poa secunda) та колосистого житняка (Pseudoroegneria spicata). Тоді як на східних схилах Рубінових гір однохвойні сосни (Pinus monophylla) та ютські яловці (Juniperus osteosperma) все ж утворюють рідколісся, на західних схилах вони зустрічаються рідко, оскільки ці передгір'я знаходяться прямо на шляху зимових атмосферних фронтів, що приходять із заходу, та холодних арктичних повітряних мас, що надходять з півночі. На більших висотах регіону зустрічаються гаї кучерявих хвостоплідників (Cercocarpus ledifolius) та американських осик (Populus tremuloides), які утворюють перехід до високогір'їв (13o).
Рідколісся та чагарники регіону є середовищем проживання для диких тварин. Основними формами землекористування в регіоні є випас худоби та рекреаційна діяльність. Історично тут видобували свинець та цинк. Загалом регіон охоплює 1209 км² в Неваді.

### Високогір'я Рубінових гір (13o)

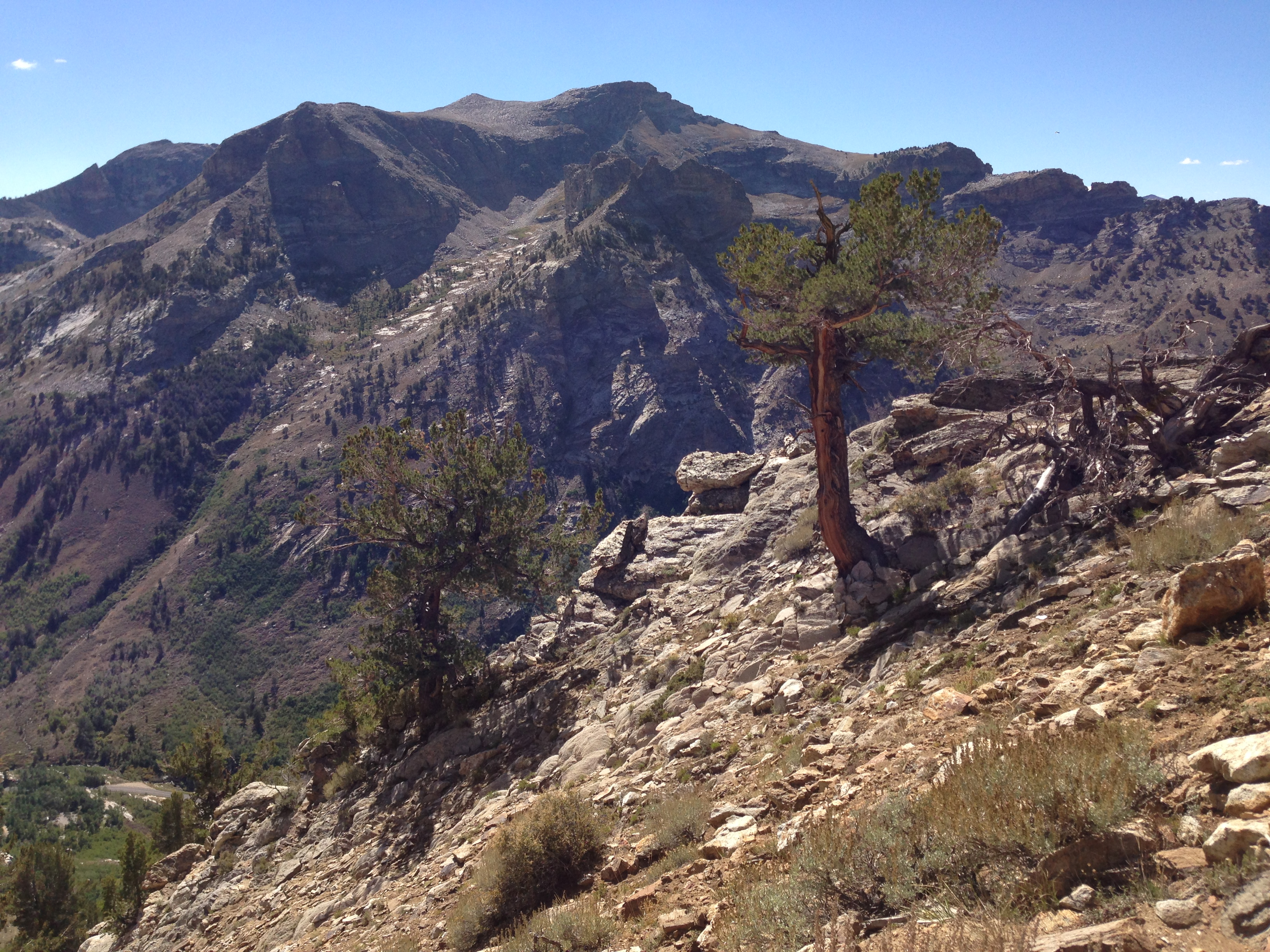
Гнучкі сосни (Pinus flexilis) у високогір'ях Рубінових гір

Регіон високогір'їв Рубінових гір охоплює високогір'я Рубінових гір, розташовані на висоті від 2600 до 3471 м над рівнем моря. З геологічної точки зору тут переважають граніти та метаморфічні гірські породи. У плейстоцені високогір'я Рубінових гір були вкриті льодовиками, які залишили тут льодовикові цирки, карові озера, поля валунів, соліфлюкційні тераси та інші льодовикові форми рельєфу.
Після завершення останнього льодовикового періоду Рубінові гори не вкрилися густими хвойними лісами, навіть незважаючи на те, що вони отримують більше опадів, ніж Карбонатні гори (13e) на сході. Регіон високогір'їв Рубінових гір є найбільш вологим субрегіоном у Неваді поза межами високогір'їв Сьєрра-Невади (5b). Тут зустрічаються одні з найбільших гаїв американської осики (Populus tremuloides) в штаті. Рослинний покрив регіону переважно представлений субальпійськими луками, по яким розкидані одноколірні ялиці (Abies concolor), гнучкі сосни (Pinus flexilis), ялини Енгельмана (Picea engelmannii) та білокорі сосни (Pinus albicaulis), а також чагарники гірського тризубчастого полину (Artemisia tridentata subsp. vaseyana) та чагарничкового полину (Artemisia arbuscula). Тала снігова вода насичує ґрунт вологою, яка затримується в ньому завдяки водонепроникному субстрату та підтримує альпійські луки та невеликі гірські озера. На висоті понад 3350 м над рівнем моря розташовані зубчасті скелясті вершини, позбавлені рослинності. У високогір'ях Рубінових гір зустрічаються американські пискухи (Ochotona princeps), чорнохвості олені (Odocoileus hemionus), товстороги (Ovis canadensis) та снігові кози (Oreamnos americanus), а у річках, що стікають з гір, водиться рідкісна лахонтанська форель (Oncorhynchus clarkii henshawi), яка перебуває під загрозою зникнення. Загалом регіон охоплює 319 км² в Неваді. Всесвітній фонд дикої природи відносить високогір'я Рубінових гір до екорегіону гірських лісів Великого Басейну.

### Полинові чагарники карбонатних долин (13p)

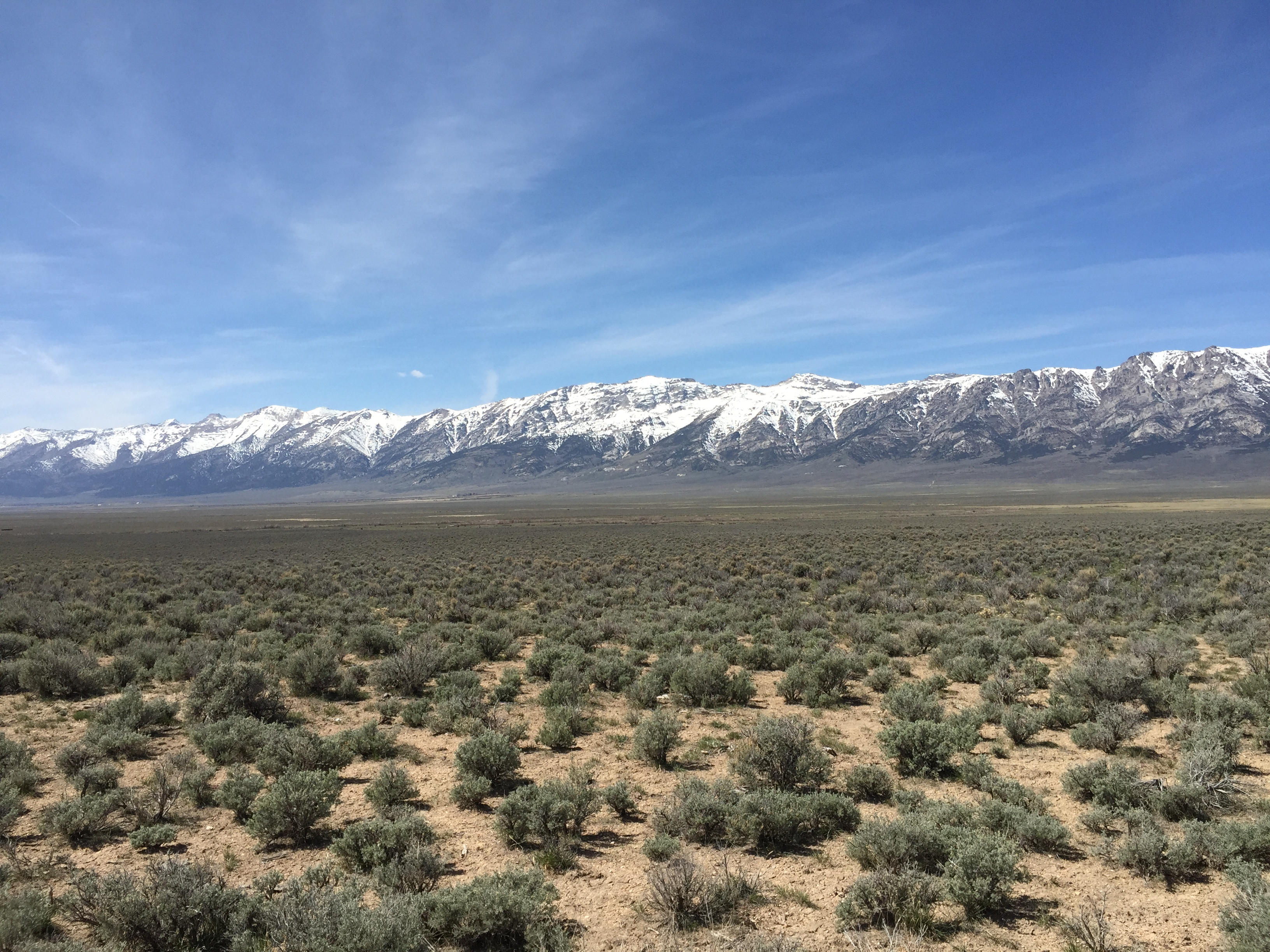
Чагарниковий степ Рубінової долини

Регіон полинових чагарників карбонатних долин охоплює напівпустельні долини та височини на сході Невади, що оточують Карбонатні гірські хребти (субрегіони 13e та 13q). Його висота коливається від 1600 до 2130 м над рівнем моря. Подібно до хребтів, у долинах регіону також переважають карбонатні гірські породи, передусім вапняки та доломіти. Поєднання літніх опадів та карбонатного субстрату впливає на місцеву рослинність, особливо з точки зору домінування видів та розподілу їх за висотою. В регіоні переважають посухостійкі чагарники чорного полину (Artemisia nova) та американського білолізника (Krascheninnikovia lanata), які добре ростуть на неглибоких ґрунтах. Навіть на алювіальних ґрунтах ріст коренів може бути обмежений твердим шаром каліче, утвореним карбонатами. Як наслідок, чагарниковий покрив в регіоні більш розріджений, порівняно з іншими субрегіонами Невади, де переважають полинові чагарники (зокрема 13c, 13k і 13r). У трав'яному ярусі на півночі регіону переважають види, що ростуть під час прохолодного сезону, такі як колосистий житняк (Pseudoroegneria spicata), а на півдні регіону — види, що ростуть під час теплого сезону, такі як блакитна грама (Bouteloua gracilis). Ці види є індикаторами літніх дощів.
Чагарники регіону є середовищем проживання для диких тварин. Основними формами землекористування в регіоні є випас худоби, а також, меншою мірою, зрошувальне землеробство; тут вирощують люцерну та просо. Загалом регіон охоплює 24664 км² на сході Невади.

### Рідколісся карбонатної зони (13q)
Регіон рідколісь карбонатної зони охоплює середні висоти Карбонатних гірських хребтів, розташованих на сході Невади. Його висота коливається від 1800 до 2750 м над рівнем моря. В регіоні зустрічається більше джерел та струмків, ніж у аналогічних субрегіонах на заході Невади (13s), оскільки карбонатні субстрати добре розчиняються та є пористими, що забезпечує швидке просочування води. Рослинний покрив регіону представлений сосново-ялівцевими рідколіссями, у яких домінують однохвойні сосни (Pinus monophylla) та ютські яловці (Juniperus osteosperma). Завдяки карбонатним субстратам та літнім опадам підлісок у цих рідколіссях доволі різноманітниій. Він включає чорний полин (Artemisia nova), вайомінгський тризубчастий полин (Artemisia tridentata subsp. wyomingensis), гірський тризубчастий полин (Artemisia tridentata subsp. vaseyana), дрібнолистий хвостоплідник (Cercocarpus ledifolius var. intricatus), кучерявий хвостоплідник (Cercocarpus ledifolius), гірку пуршію (Purshia tridentata), зелену ефедру (Ephedra viridis), колосистий житняк (Pseudoroegneria spicata), айдахську кострицю (Festuca idahoensis), однобокий тонконіг (Poa secunda) та білкохвостий колосняк (Elymus elymoides).
У карбонатних районах Східної Невади сосново-ялівцеві рідколісся займають більш широкий діапазон висот, ніж в інших частинах Великого Басейну. Подекуди вони навіть зустрічаються на дні високих долин, чому сприяє висока кількість опадів (від 230 до 280 мм), які переважно випадають влітку. Щільність сосен та яловців в регіоні зменшується з півдня на північ; у екорегіоні Північних долин та хребтів яловці ростуть поодинці та не утворюють чіткого висотного поясу рідколісь. Між 1870 і 1900 роками частина сосново-ялівцевих рідколісь регіону була вирубана з метою виробництва деревного вугілля. З моменту початку боротьби з пожежами у першій половині XX століття щільність цих рідколісь збільшилась, а площа розширилась та охопила території, де колись переважали чагарники полину. Наприкінці XX століття частина рідколісь знову була вирубана з метою збільшення площі пасовищ. В регіоні ведеться активний видобуток золота. Загалом регіон охоплює 16827 км² на сході Невади.

### Високі долини Центральної Невади (13r)

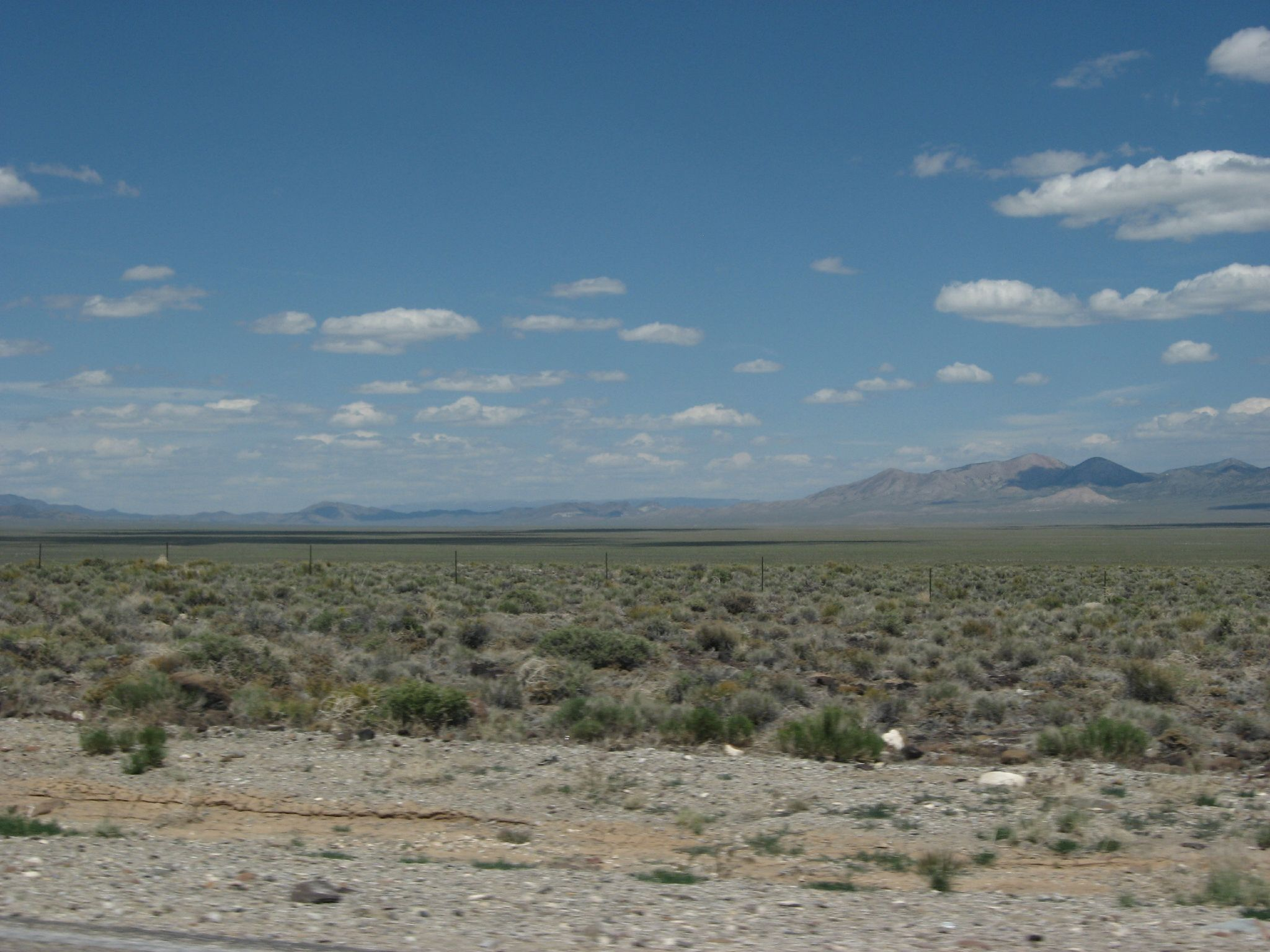
Долина Ральстон

Регіон високих долин Центральної Невади охоплює хвилясті міжгірські долини Центральної Невади, що лежать на висоті від 1500 до 2100 м над рівнем моря. Ряди алювіальних конусів (бахади), що спускаються з навколишніх гірських хребтів, майже заповнюють ці долини, залишаючи лише невеликі відносно рівні ділянки в центрі. На цих рівнинних ділянках на дні долин переважають чагарники вайомінгського тризубчастого полину (Artemisia tridentata subsp. wyomingensis) та пов'язані з ними трави, а на схилах пагорбів та алювіальних конусах — чагарники чорного полину (Artemisia nova). Серед інших рослин, що зустрічаються в регіоні, слід відзначити жовтий кролячий кущ (Chrysothamnus viscidiflorus), дрібнолистий кінський кущ (Tetradymia glabrata), зелену ефедру (Ephedra viridis), галлету Джеймса (Hilaria jamesii), голко-ниткову ковилу (Hesperostipa comata), індіанську рисову траву (Eriocoma hymenoides), білкохвостий колосняк (Elymus elymoides), голкову траву Тербера (Eriocoma thurberiana) та однобокий тонконіг (Poa secunda). Завдяки посушливому клімату (за рік тут випадає від 200 до 250 мм) та внаслідок ізольованості від інших територій, де домінують чагарники полину, видове різноманіття полинових угруповань тут нижче, ніж у багатьох інших подібних субрегіонах, таких як 13c, 13m, 13p, 13aa, 80a та 80g.
Постійні озера в регіоні майже відсутні, натомість тут трапляються невеликі плаї. Навколо пересохлих озер поширена солончакова рослинність, однак колючі лутиги (Atriplex confertifolia) та інші пов'язані з нею рослини тут зустрічаються рідше, ніж у більш посушливих субрегіонах 13j і 13u на заході, що лежать на нижчій висоті. У небагатьох постійних водоймах зустрічаються рідкісні ендемічні види риб, зокрема моніторські крапчаті яльці (Rhinichthys osculus). Основними формами землекористування в регіоні є випас худоби, а також, меншою мірою, зрошувальне землеробство; тут переважно вирощують люцерну. Загалом регіон охоплює 19759 км² в Центральній Неваді.

### Рідколісся та чагарники середньовисотних схилів Центральної Невади (13s)
Регіон рідколісь та чагарників середньовисотних схилів Центральної Невади охоплює середні висоти гірських хребтів Центральної Невади, що підіймаються над долинами регіону 13r. Він розташований на висоті від 1980 до 2440 м над рівнем моря, що відповідає зоні сосново-ялівцевих рідколісь, однак суцільні рідколісся в горах Центральної Невади не настільки поширені, як в інших регіонах, таких як 13d і 13q. Завдяки низці кліматичних факторів, таких як відсутність літніх дощів та зимові інверсії холодного повітря, а також внаслідок лісозаготівель та пожеж, що відбувалися у минулому, в регіоні переважають чагарникові зарості, над якими підіймаються поодинокі однохвойні сосни (Pinus monophylla) та ютські яловці (Juniperus osteosperma). Основу чагарникового ярусу регіону складають чагарники чорного полину (Artemisia nova), вайомінгського тризубчастого полину (Artemisia tridentata subsp. wyomingensis), зеленої ефедри (Ephedra viridis), пустельної пуршії (Purshia glandulosa) та різних видів кролячих кущів (Chrysothamnus spp.). У трав'яному ярусі зустрічається голкова трава Тербера (Eriocoma thurberiana), однобокий тонконіг (Poa secunda), колосистий житняк (Pseudoroegneria spicata), айдахська костриця (Festuca idahoensis) та інтродукований покрівельний стоколос (Bromus tectorum). Там, де сосново-ялівцеві рідколісся все ж утворюють закритий лісовий намет, видове різноманіття підліску є доволі низьким. На берегах постійних або сезонних водних потоків, які живляться талою сніговою та джерельною водою, зростають вузьколисті тополі (Populus angustifolia), американські осики (Populus tremuloides), західні берези (Betula occidentalis), віргінські черемхи (Prunus virginiana) та койотські верби (Salix exigua). На найвищих весотах регіону зустрічаються зарості гірського тризубчастого полину (Artemisia tridentata subsp. vaseyana) та кучерявого хвостоплідника (Cercocarpus ledifolius), які утворюють перехідну зону з субрегіоном 13t.
Рідколісся та чагарники регіону є середовищем проживання для диких тварин. Основною формою землекористування в регіоні є випас худоби. Історично тут видобували золото та срібло; поблизу міст Мангеттен та Остін видобуток корисних копалин триває. Загалом регіон охоплює 9288 км² в Центральній Неваді.

### Лисі гори Центральної Невади (13t)

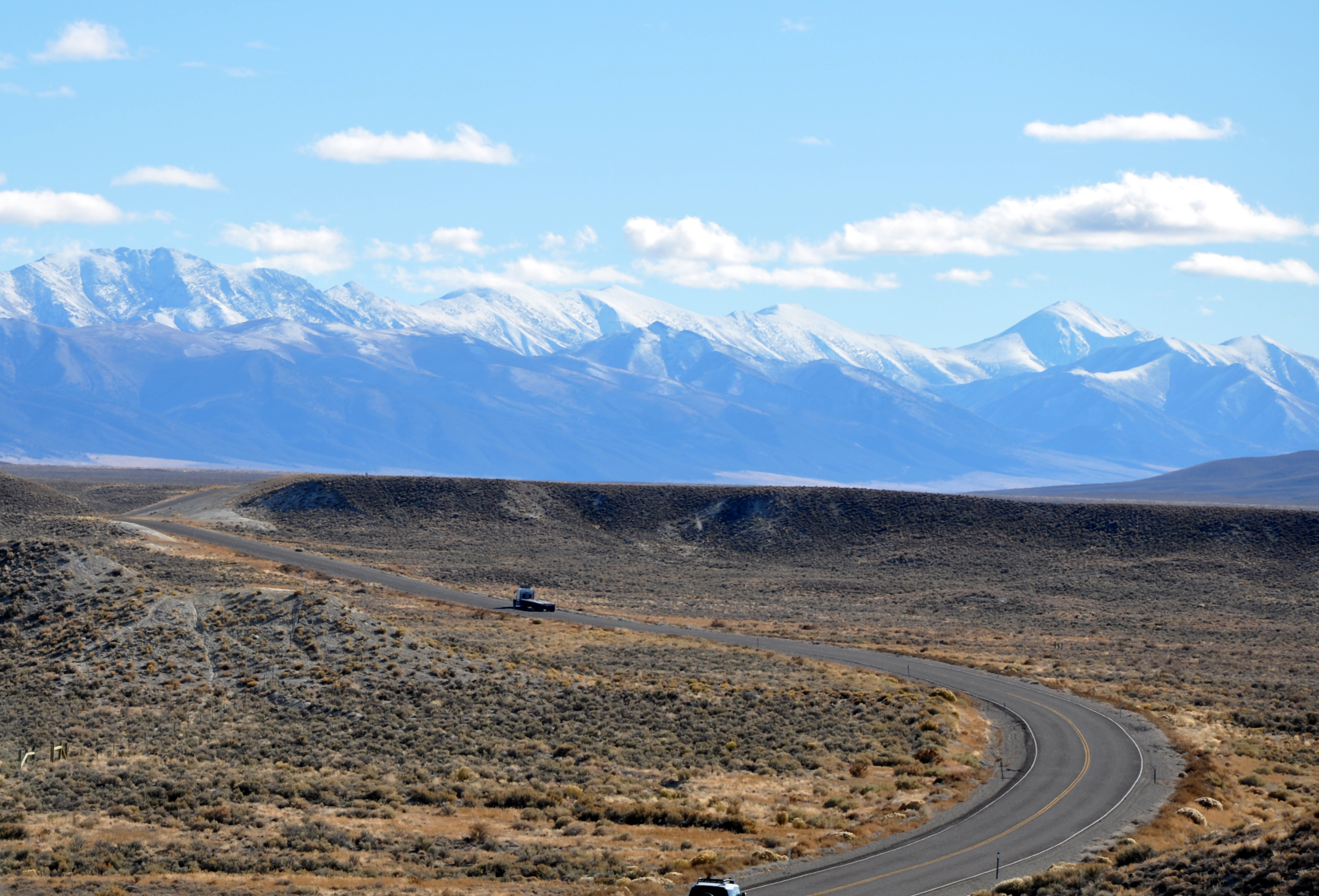
Хребет Тоябе

Регіон лисих гір Центральної Невади охоплює сухі, здебільшого безлісі гірські вершини Центральної Невади, розташовані на висоті від 2300 до 3350 м над рівнем моря. Хоча гори регіону лежать лише за 160 км на схід від Сьєрра-Невади, внаслідок посушливих умов (за рік тут випадає від 350 до 635 мм опадів) тут відсутні лісові види, характерні для Сьєрра-Невади. Натомість гори регіону вкриті густими чагарниковими заростями гірського тризубчастого полину (Artemisia tridentata subsp. vaseyana), вільхолистої ірги (Amelanchier alnifolia), койотської верби (Salix exigua) та сніжноягідника (Symphoricarpos spp.). У трав'янистому ярусі зустрічається однобокий тонконіг (Poa secunda), айдахська костриця (Festuca idahoensis), гірський стоколос (Bromus marginatus), голкова трава Тербера (Eriocoma thurberiana) та стрілолистий бальзамовий корінь (Balsamorhiza sagittata).
Високогірні чагарники регіону контрастують із лісистими високогір'ями Карбонатних гір (13e) на сході, де зона гірських чагарників надто вузька, щоб її можна було нанести на карту як окремий екорегіон. У більш вологих районах над чагарниковим ярусом підіймаються розріджені гаї кучерявого хвостоплідника (Cercocarpus ledifolius) та американської осики (Populus tremuloides). У деяких районах на висоті понад 3000 м над рівнем моря зростають поодинокі гнучкі сосни (Pinus flexilis) та довговічні сосни (Pinus longaeva). Хребет Тоябе, що простягається на схід від долини Біг-Смокі, достатньо високий, щоб підтримувати альпійську зону, де, зокрема, зростають різні види крупки (Draba spp.) та дикої гречки (Eriogonum spp.), однак йому не вистачає відповідного субстрату для утримання талої снігової вологи. Ізоляція "небесних островів" регіону призвела до виникнення багатьох рідкісних ендемічних видів рослин. У річках Різ та Едвардс-Крік мешкає ендемічна лахонтанська форель (Oncorhynchus clarkii henshawi), яка перебуває під загрозою зникнення.
Чагарники регіону є середовищем проживання для диких тварин. Основними формами землекористування в регіоні є літній випас худоби, рекреаційна діяльність та видобування корисних копалин. Загалом регіон охоплює 3162 км² у високогір'ях Центральної Невади. Всесвітній фонд дикої природи відносить лисі гори Центральної Невади до екорегіону гірських лісів Великого Басейну.

### Тонопський басейн (13u)

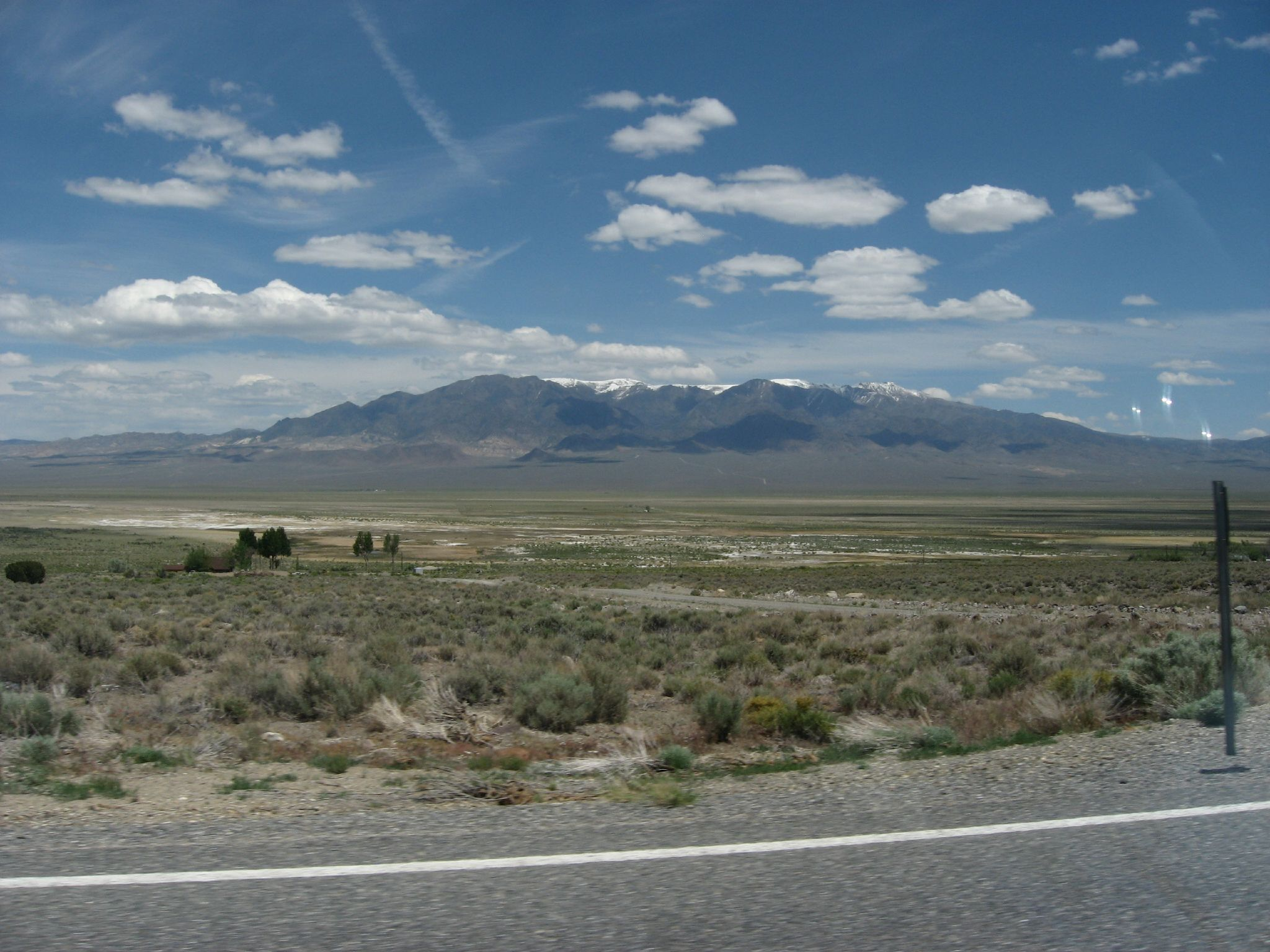
Долина Біг-Смокі (долина) в Тонопському басейні

Регіон Тонопського басейну охоплює Тонопський басейн, який лежить на півдні пустелі Великого Басейну, на межі з пустелею Мохаве, на висоті від 1200 до 2130 м над рівнем моря. Він включає широкі долини, по яким розкидані поодинокі пагорби, ряди алювіальних конусів (бахади), піщані дюни та гарячі джерела. Подекуди тут трапляються арройо — сухі долини, по яким після сильних дощів течуть сезонні водні потоки. Тонопський басейн демонструє різний ступінь поєднання рис Великого Басейну та пустелі Мохаве. Західна частина басейну Тонопа є продовженням Лахонтанського басейну, тоді як спекотна долина Пахранагат, розташована на сході регіону, більше схожа на пустелю Мохаве. Подібно до басейнів, розташованих далі на півночі, у басейні Тонопа переважають пустельні чагарники колючої лутиги (Atriplex confertifolia). Однак, на відміну від субрегіонів солончаків і чагарників Лахонтанського басейну (13j) та Верхнього Лахонтанського басейну (13z), чагарники Тонопи утворюють дуже різноманітні мозаїчні угруповання. Окрім колючої лутиги, тут також зустрічаються чагарники колючого полину (Artemisia spinescens), колючої греї (Grayia spinosa), мохавського содника (Suaeda nigra), сіруватої лутиги (Atriplex canescens), колючої менодори (Menodora spinescens), невадської ефедри (Ephedra nevadensis), дрібнолистого кінського куща (Tetradymia glabrata) та американського білолізника (Krascheninnikovia lanata), а також купини приморського дворядника (Distichlis spicata) та лужного спороболуса (Sporobolus airoides). Також у трав'яному ярусі чагарникових заростей регіону зустрічаються види, що росуть під час теплого сезону, зокрема індіанська рисова трава (Eriocoma hymenoides) та кучеряві мескіти (Hilaria spp.). На низьких конусах виносу на заході Тонопського басейну зростають ендемічні чагарники солонокущі Бейлі (Sarcobatus baileyi) та купини повія Шоклі (Lycium shockleyi), а на солончаках — американські солонокущі (Sarcobatus vermiculatus). На сході та півдні регіону зустрічаються гіллясті чорнощетинники (Coleogyne ramosissima), коротколисті юки (Yucca brevifolia), бананові юки (Yucca baccata) та сріблясті чолли (Cylindropuntia echinocarpa), типові для пустелі Мохаве. У постійних водоймах регіону зустрічаються деякі ендемічні види риб, зокрема рейлроадські головні (Siphateles bicolor), пахранагатські великоголові головні (Gila robusta jordani), рейлроадські веснянки (Crenichthys nevadae) та вайт-ріверські веснянки (Crenichthys baileyi).
Основними формами землекористування в регіоні є випас худоби, а також, меншою мірою, зрошувальне землеробство. У басейні Тонопа вирощують люцерну, просо, картоплю та цукрові буряки. У долині Рейлроад сконцентрована більша частина нафтодобувної промисловості Невади, а в окрузі Есмеральда відбувається активний видобуток золота, срібла, глини, піску, гравію, вапняку та декоративного каменю. Загалом регіон Тонопського басейну охоплює 25006 км² на півдні Невади, а також деякі прилеглі райони на сході Каліфорнії, в округах Іньйо та Моно.

### Полинові чагарники передгір'їв Тонопи (13v)
Регіон полинових чагарників передгір'їв Тонопи охоплює невисокі гори та пагорби, що підіймаються над рівнинами Тонопського басейну (13u), а також навколишні передгір'я. Його висота коливається від 1400 до 2500 м над рівнем моря. Постійних водойм в регіоні зустрічаються мало, натомість тут поширені численні арройо, по яким після сильних дощів течуть сезонні водні потоки. Рослинність регіону включає види, характерні для Великого Басейну, зокрема для субрегіону полинових степів схилів Лахонтану (13k). Однак, оскільки Тонопський басейн лежить у дощовій тіні Сьєрра-Невади та прилягає до пустелі Мохави, він більш посушливий, ніж регіон 13k. Як наслідок, тут відсутні мезофільні види, поширені на півночі та сході пустелі Великого Басейну.
У передгір'ях Тонопського басейну домінують чагарники вайомінгського тризубчастого полину (Artemisia tridentata subsp. wyomingensis) та чорного полину (Artemisia nova). Серед інших чагарників, поширених в регіоні, слід відзначити колючу лутигу (Atriplex confertifolia), гіллястий чорнощетинник (Coleogyne ramosissima), колючу грею (Grayia spinosa), пуршію (Purshia spp.), дрібнолистий кінський кущ (Tetradymia glabrata), сірий кролячий полин (Ericameria nauseosa) та невадську ефедру (Ephedra nevadensis), а серед трав — білкохвостий колосняк (Elymus elymoides), пустельну ковилу (Stipa speciosa), індіанську рисову траву (Eriocoma hymenoides) та різні види кучерявих мескітів (Hilaria spp.). На півдні та сході регіону, де влітку випадає більше опадів, зустрічаються види, типові для пустелі Мохаве, зокрема коротколисті юки (Yucca brevifolia).
Чагарники регіону є середовищем проживання для диких тварин. Основними формами землекористування в регіоні є випас худоби та військова діяльність, однак внаслідок посушливого клімату потенціал випасу тут дещо обмежений. В округах Есмеральда та Лінкольн відбувається активне видобування золота та срібла. Загалом регіон охоплює 7757 км² на півдні Невади, а також деякі райони на сході Каліфорнії.

### Височини Тонопи (13w)
Регіон височин Тонопи охоплює високогір'я гірських хребтів Тонопського басейну, розташовані на висоті від 1830 до 2900 м над рівнем моря. Рослинний покрив регіону представлений сосново-ялівцевими рідколіссями, основу яких складають однохвойні сосни (Pinus monophylla) та ютські яловці (Juniperus osteosperma). В їх підліску переважають чагарники вайомінгського тризубчастого полину (Artemisia tridentata subsp. wyomingensis), гірського тризубчастого полину (Artemisia tridentata subsp. vaseyana), чагарничкового полину (Artemisia arbuscula), пустельної пуршії (Purshia glandulosa), сніжноягідника (Symphoricarpos spp.) та зеленої ефедри (Ephedra viridis). У трав'яному ярусі зустрічаються білкохвості колосняки (Elymus elymoides), великоцвіті кипці (Koeleria macrantha), різні види тонконога (Poa spp.) та люпина (Lupinus spp.). Як і в інших частинах Тонопського басейну, тут поєднуються флористичні елементи Великого Басейну та пустелі Мохаве, особливо на півдні та сході, де зустрічаються дуби Гембела (Quercus gambelii). На найвищих гірських вершинах, розташованих на висоті понад 2500 м над рівнем моря, зростають поодинокі одноколірні ялиці (Abies concolor), гнучкі сосни (Pinus flexilis) та довговічні сосни (Pinus longaeva).
Рідколісся та чагарники регіону є середовищем проживання для диких тварин. Основною формою землекористування в регіоні є випас худоби та військова діяльність. Історично тут видобували золото та срібло. Загалом регіон охоплює 2044 км² в Неваді.

### Гірські хребти на схід від Сьєрра-Невади (13x)
Регіон охоплює гірські хребти та плато, що лежать на заході Великого Басейну, на схід від Сьєрра-Невади. Його висота коливається від 2000 до 2750 м над рівнем моря. Опадів тут випадає більше, ніж у горах Центральної Невади (13s, 13t), приблизно від 250 до 400 мм за рік, переважно взимку. Їх кількість залежить від місцевої сили дощової тіні Сьєрра-Невади. Рослинний покрив регіону представлений сосново-ялівцевими рідколіссями, основу яких складають однохвойні сосни (Pinus monophylla) та ютські яловці (Juniperus osteosperma). У чагарниковому підліску зустрічається чагарничковий полин (Artemisia arbuscula), вайомінгський тризубчастий полин (Artemisia tridentata subsp. wyomingensis), гірський тризубчастий полин (Artemisia tridentata subsp. vaseyana), гірка пуршія (Purshia tridentata), пустельна пуршія (Purshia glandulosa), зелена ефедра (Ephedra viridis) та невадські порічки (Ribes nevadense), а у трав'яному ярусі — білкохвостий колосняк (Elymus elymoides), голкова трава Тербера (Eriocoma thurberiana), однобокий тонконіг (Poa secunda), колосистий житняк (Pseudoroegneria spicata) та індіанська рисова трава (Eriocoma hymenoides). Рідколісся регіону мають біологічну спорідненість з лісами Сьєрра-Невади.
У Білих горах та у гірських хребтах Світвотер, Пайн-Нут, Вассук і Вірджинія, на найвищих висотах регіону, зустрічаються гірські чагарники та невеликі насадження одноколірної ялиці (Abies concolor), жовтої сосни (Pinus ponderosa), скрученої сосни (Pinus contorta subsp. murrayana), сосни Джеффрі (Pinus jeffreyi), західної білої сосни (Pinus monticola) і білокорої сосни (Pinus albicaulis). Натомість дуби (Quercus spp.) та червонокорінники (Ceanothus spp.) в регіоні відсутні. Унікальні рослинні угруповання зустрічаються навколо ефемерних водойм, що трапляються на пласких ділянках, де переважають водопроникні вулканічні породи. У горах регіону живуть чорнохвості олені (Odocoileus hemionus), товстороги (Ovis canadensis) та барибали (Ursus americanus).
Основною формою землекористування в регіоні є випас худоби. Тут відбувається активний видобуток піску, гравія та золота, історично в регіоні також видобували срібло. Загалом регіон охоплює 4193 км² на заході Невади та деякі сусідні райони на сході Каліфорнії.

### Високогір'я на схід від Сьєрра-Невади (13y)

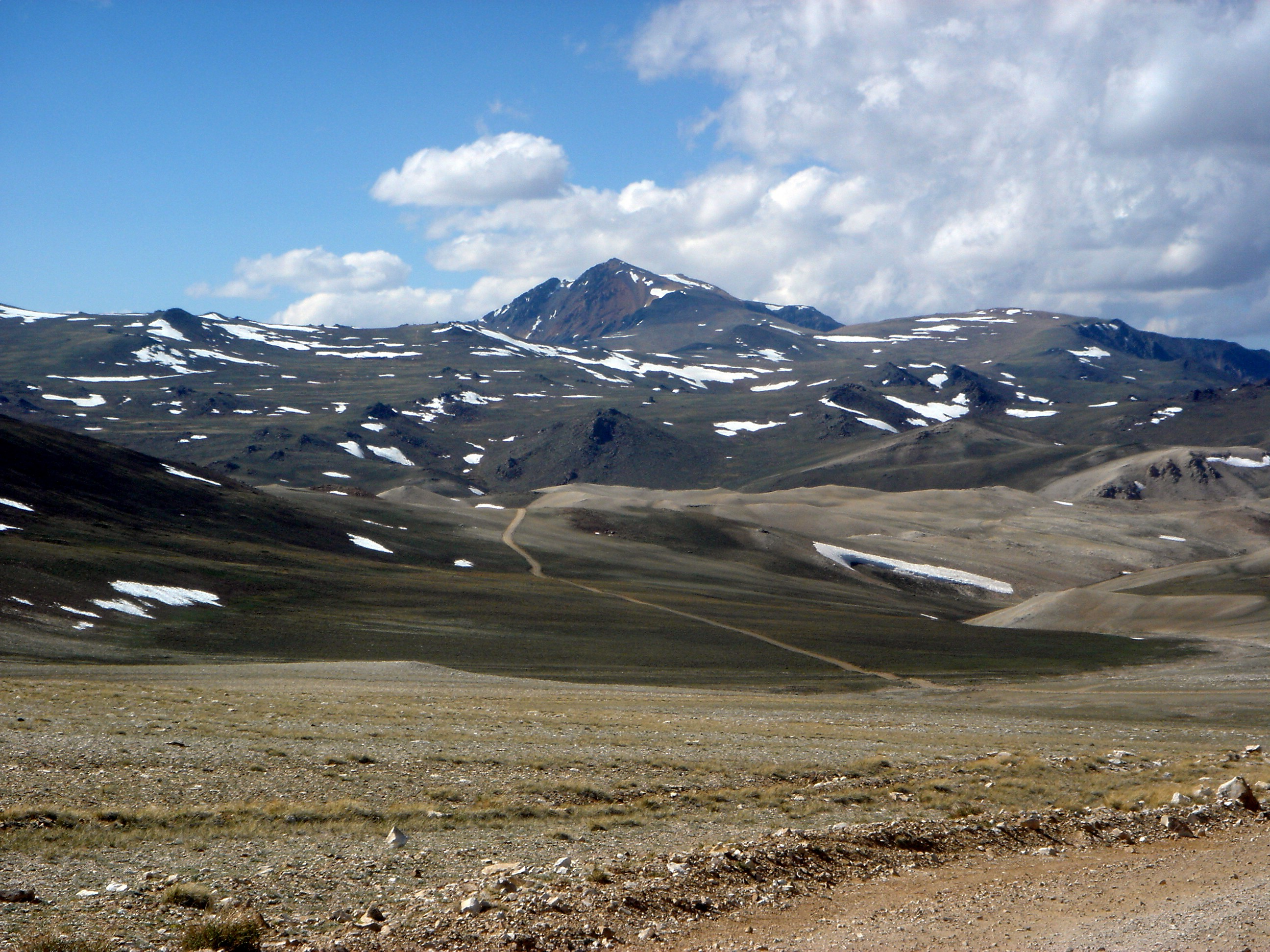
Високогір'я Білих гір

Регіон високогір'їв на схід від Сьєрра-Невади охоплює найвищі вершини гірських хребтів, що входять до регіону 13x. Його висота коливається від 2750 до понад 4270 м над рівнем моря. Тут знаходиться Біла гора заввишки 4344 м, третя за висотою вершина Каліфорнії, та Баундері-Пік заввишки 4007 м, найвища гора Невади. У деяких частинах регіону беруть початок постійні водні потоки.
Рослинний покрив регіону представлений високогірними чагарниками гірського тризубчастого полину (Artemisia tridentata subsp. vaseyana), чагарничкового полину (Artemisia arbuscula) та кучерявого хвостоплідника (Cercocarpus ledifolius), невеликими гаями американської осики (Populus tremuloides), що зустрічаються у вологих районах, розрідженими насадженнями високогірних хвойних порід, а також субальпійськими та альпійськими луками. Понад 70 % альпійської флори Білих гір є спільною з флорою Сьєрра-Невади.
На північних схилах Білих гір зростають довговічні сосни (Pinus longaeva), особливо у районах, де переважають білі кам'янисті ґрунти, материнською породою для яких виступають доломіти. На цих бідних на поживні речовини ґрунтах росте небагато інших рослин. Білий колір ґрунту краще відбиває сонячне світло, що, можливо, робить ґрунт прохолоднішим і вологішим, ніж на ділянках, де переважають граніти чи кварцити. На великих висотах гнучкі сосни (Pinus flexilis) розмножуються краще, ніж довговічні сосни (Pinus longaeva).
Високогір'я регіону є середовищем проживання для диких тварин. У деяких районах ведеться рекреаційна діяльність. Ведеться активний видобуток золота, історично в регіоні також видобували срібло. Загалом регіон охоплює 676 км² на заході Невади та деякі високогірні райони на сході Каліфорнії, в округах Іньйо та Моно. Всесвітній фонд дикої природи відносить високогір'я на схід від Сьєрра-Невади до екорегіону гірських лісів Великого Басейну.

### Верхній Лахонтанський басейн (13z)
Регіон Верхнього Лахонтанського басейну охоплює широкі рівнини, що лежать на півночі Лахонтанського басейну, у середній течії річки Гумбольдт, на висоті від 1200 до 1900 м над рівнем моря. Він містить ряди алювіальних конусів (бахади), поодинокі пагорби, плаї та арройо. Верхній Лахонтанський басейн лежить за межами дощової тіні, яку відкидає Сьєрра-Невада. Тут випадає більше опадів (від 125 до 250 мм за рік) та реєструються нижчі температури, ніж в інших частинах Лахонтанського басейну, а вегетаційний період дещо коротший.
Рослинний покрив регіону представлений чагарниками колючої лутиги (Atriplex confertifolia), американського солонокуща (Sarcobatus vermiculatus), вайомінгського тризубчастого полину (Artemisia tridentata subsp. wyomingensis), колючої греї (Grayia spinosa), сіруватої лутиги (Atriplex canescens) та різних видів кролячих кущів (Chrysothamnus spp.). Серед трав, що зростають у напівпустелях регіону, слід відзначити приморський дворядник (Distichlis spicata), лужний спороболус (Sporobolus airoides), рогатий содник (Suaeda calceoliformis), білкохвостий колосняк (Elymus elymoides), повзучий колосняк (Leymus triticoides), попелястий колосняк (Leymus cinereus), однобокий тонконіг (Poa secunda) та голкову траву Тербера (Eriocoma thurberiana). Рослинність регіону загалом подібна на рослинність солончаків Лахонтанського басейну (13j), однак через різницю у кліматі солонокущі Бейлі (Sarcobatus baileyi), колючий полин (Artemisia spinescens) та індіанська рисова трава (Eriocoma hymenoides) у Верхньому Лахонтанському басейні менш поширені, натомість голкова трава Тербера (Eriocoma thurberiana) тут трапляється частіше, ніж у регіоні 13j.
Чагарники регіону є середовищем проживання для диких тварин.  Основною формою землекористування у Верхньому Лахонтанському басейні є випас худоби та зрошувальне землеробство. Ведеться активний видобуток піску, гравію та золота, історично тут також видобували срібло та ртуть. Загалом регіон охоплює 11986 км² на півночі Невади.

### Напівпустельні пагорби та долини на схід від Сьєрра-Невади (13aa)
Регіон напівпустельних пагорбів та долин на схід від Сьєрра-Невади охоплює долини та навколишні передгір'я, що лежать безпосередньо на схід від Сьєрра-Невади, у її дощовій тіні, на висоті від 1200 до 1950 м над рівнем моря. Він містить мозаїку річкових терас і заплав, ряди алювіальних конусів (бахади) та каньйони. Тут переважають характерні для Сьєрра-Невади гранітні породи. Через територію регіону на схід течуть три великі гірські річки — Тракі, Карсон та Вокер, які живляться талою сніговою водою.
Рослинний покрив регіону представлений полиновими степами, у яких переважають чагарники вайомінгського тризубчастого полину (Artemisia tridentata subsp. wyomingensis), чагарничкового полину (Artemisia arbuscula), лахонтанського полину (Artemisia arbuscula ssp. longicaulis), жовтого кролячого куща (Chrysothamnus viscidiflorus) та невадської ефедри (Ephedra nevadensis), а також багаторічні злаки, такі як білкохвостий колосняк (Elymus elymoides), пустельна ковила (Stipa speciosa), голкова трава Тербера (Eriocoma thurberiana), індіанська рисова трава (Eriocoma hymenoides), колосистий житняк (Pseudoroegneria spicata) та однобокий тонконіг (Poa secunda). На відміну від полинових степів схилів Лахонтану (13k), тут поширені вологолюбні гіркі пуршії (Purshia tridentata) та пустельні персики (Prunus andersonii), особливо вздовж передгір'їв Каскадних гір.
У заплавах річок регіону зростають одні з найбільших масивів рідколісь вузьколистої тополі (Populus angustifolia) в Неваді, у підліску яких поширені чагарники сріблястої шефердії (Shepherdia argentea). У багатьох районах тополеві рідколісся деградували внаслідок надмірного випасу худоби, розвитку сільського господарства та поширення інвазивних бур'янів, таких як покрівельний стоколос (Bromus tectorum). Річки Тракі та Вокер разом з їхніми притоками також є середовищем проживання ендемічної лахонтанської форелі (Oncorhynchus clarkii henshawi), яка перебуває під загрозою зникнення.
Чагарникові степи регіону є середовищем проживання для диких тварин. Основними формами землекористування в регіоні є випас худоби та зрошувальне землеробство; тут переважно вирощують люцерну та просо. Активно відбувається видобуток піску, гравію, глини, вапняку та золота; історично в регіоні також видобували срібло. Тут розташовані Карсон-Сіті — адміністративний центр Невади та Ріно — третє за населенням місто штату. Загалом регіон охоплює 5548 км² в Неваді, а також деякі райони на сході Каліфорнії, зокрема долину річки Сьюзен, що впадає до Медового озера, та верхів'я річки Овенс, що впадає до озера Кроулі.

### Долина Сьєрра (13ab)
Регіон долини Сьєрра охоплює велику міжгірську долину, розташовану в округах Сьєрра та Плумас на сході Північної Каліфорнії. Ця долина лежить на висоті від 1460 до 1600 м над рівнем моря, а навколишні гірські хребти Сьєрра-Невади підіймаються на висоту від 1800 до 2500 м над рівнем моря. У плейстоцені долина Сьєрра була заповнена водами озера Бекворт, яке залишило в ній шар відкладів завтовшки до 600 м. На заході долини є кілька гарячих джерел. Середньорічна кількість опадів в регіоні коливається від 350 до 500 мм, більшість з яких випадають влітку.
Рослинний покрив регіону представлений луками та чагарниками полину. Також тут є великі прісноводні болота, порослі рогозом (Typha spp.) та комишами. На водно-болотних угіддях регіону зустрічаються численні перелітні птахи, зимують водоплавні та хижі птахи. Загалом в регіоні спостерігали понад 260 видів птахів; відомо, що принаймні 160 видів, зокрема канадські журавлі (Antigone canadensis), гніздяться в долині. Основними формами землекористування в регіоні є випас худоби, а також вирощування сіна та люцерни.

### Долина Овенс (13ac)

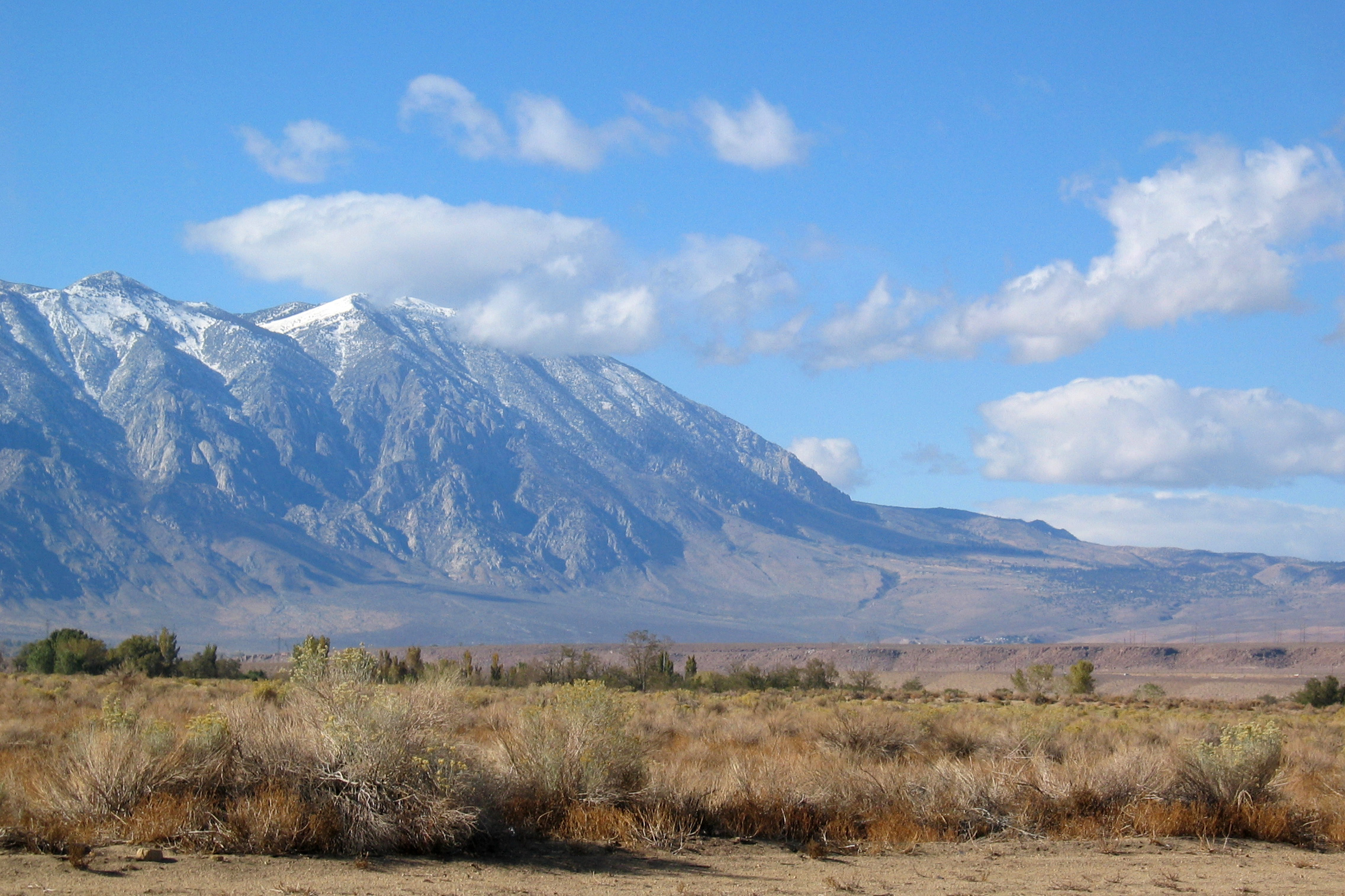
Долина Овенс

Регіон Долини Овенс охоплює велику долину Овенс, що простягається з півночі на південь на сході Каліфорнії, між горами Сьєрра-Невада та Білими горами. Ця долина складається з кількох сегментів, зокрема з долин Квін, Бентон, Хемміл, Чалфант, Аппер-Овенс та Раунд. Регіон включає алювіальні конуси, річкові тераси та заплави, а також пагорби Алабама на крайньому півдні долини. Висота долин Овенс коливається від приблизно 1160 м над рівнем моря уздовж річки Овенс на півдні до понад 1830 м над рівнем моря у передгір'ях. З геологічної точки зору у долині Овенс переважають четвертинні осадові породи, а також зустрічаються старі лавові потоки.
Рослинний покрив долини Овенс представлений чагарниками тризубчастого полину (Artemisia tridentata), сірого кролячого полину (Ericameria nauseosa), колючої греї (Grayia spinosa), гіркої пуршії (Purshia tridentata), американського солонокуща (Sarcobatus vermiculatus) та ефедри (Ephedra spp.), а також деякими багаторічними травами, такими як пустельна ковила (Stipa speciosa). Уздовж річки Овенс зустрічаються гаї вузьколистої тополі (Populus angustifolia), верболози та водно-болотні угіддя. Основними формами землекристування в регіоні є випас худоби, а також рекреаційна діяльність (гірський туризм).

### Долини Моно та Адобе (13ad)
Регіон долин Моно та Адобе охоплює майже пласку рівнину Моно, що оточує солоне озеро Моно, яке лежить біля підніжжя Сьєрра-Невади на сході Каліфорнії, а також долину Адобе, розташовану на південний схід від неї. Висота регіону коливається від 1950 до 2250 м над рівнем моря. З геологічної точки зору тут переважають плейстоценові та голоценові озерні відклади, а також шари вулканічного попелу, що утворилися внаслідок вивержень численних вулканічних куполів, здебільшого розташованих в сусідньому регіоні 13x. Рослинний покрив регіону представлений чагарниками тризубчастого полину (Artemisia tridentata) та пуршії (Purshia spp.), серед яких подекуди зустрічаються однохвойні сосни (Pinus monophylla). Поблизу водойм зустрічаються американські солонокущі (Sarcobatus vermiculatus). Історично у озеро Моно впадали водні потоки, що стікали з гір Сьєрра-Невада, однак вони були перенаправлені у систему акведуків, які забезпечували водою Лос-Анджелес, що вплинуло на рівень води у озері та на її хімічний склад.

### Вулканічне плато Бішоп (13ae)

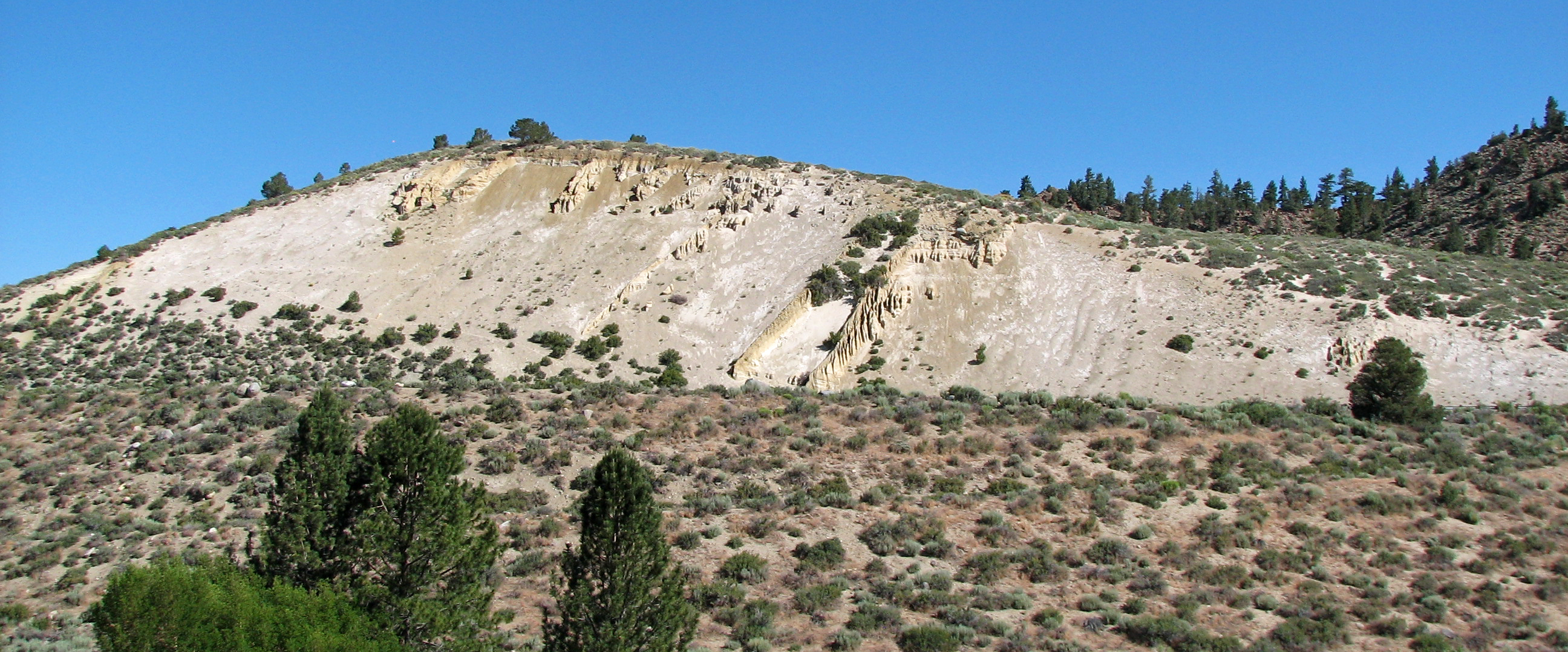
Плато Бішоп

Регіон охоплює вулканічне плато Бішоп, розташоване на північ від міста Бішоп і долини Овенс, в округах Іньйо та Мона на сході Каліфорнії. Висота плато переважно коливається від 1280 до 2000 м над рівнем моря. Його основу складають вулканічні ріоліти та туфи. Плато Бішоп утворилося понад 700 000 років тому внаслідок масштабного виверження кальдери долини Лонг, розташованої на північному заході. Товщина бішопських туфів становить понад 42,5 м. Їх вкривають дрібнозернисті, добре дреновані, кам'янисті та суглинкові ґрунти, бідні на поживні речовини. Середньорічна кількість опадів в регіоні становить 150-180 мм. Кілька сезонних потоків стікають з плато на південний захід до річки Овенс.
Рослинний покрив регіону представлений чагарниками колючої лутиги (Atriplex confertifolia) та гіллястого чорнощетинника (Coleogyne ramosissima), а також купинами індіанської рисової трави (Eriocoma hymenoides), пустельної ковили (Stipa speciosa) та інших пустельних трав. Основною формою землекористування в регіоні є рекреаційна діяльність — скелелазіння та болдеринг.

## Збереження
Більша частина пустелі Великого Басейну є малонаселеною, однак на окраїнах регіону розташовані великі урбанізовані райони. Місто Ріно, у якому станом на 2020 рік проживали 264 тисяч людей, є найбільшим містом регіону. Неподалік від Ріно лежить Карсон-Сіті — адміністративний центр штату Невада, у якому проживає понад 58 тисяч людей. Обидва міста розташовані на південно-західній окраїні Великого Басейну. Друге за населенням місто регіону — це Солт-Лейк-Сіті, столиця Юти з населенням майже 200 тисяч людей, яка лежить на узбережжі Великого Солоного озера на східній окраїні регіону. Неподалік від Солт-Лейк-Сіті розташовані міста Прово та Огден. Навколо всіх цих міст є великі приміські зони. У внутрішніх районах пустелі Великого Басейну дуже мало поселень; найбільшим з них є, ймовірно, шахтарське містечко Єлі в Неваді, у якому живуть лише чотири тисячі людей.
Наприкінці серпня щороку в Неваді відбувається восьмиденний культурний захід «Burning Man», який приваблює десятки тисяч людей. Цей захід відбувається у пустелі Блек-Рок, одній з найпосушливіших частин Великого Басейну. Він передбачає будівництво тимчасового міста під назвою Блек-Рок-Сіті, яке на час проведення заходу є найбільшим містом у внутрішній частині пустелі Великого Басейну.
Основними формами землекористування в регіоні є випас худоби, а також видобування корисних копалин, зокрема золота, срібла та ртуті. У деяких частинах регіону є зрошувані поля. Надмірний випас худоби у поєднанні з поширенням інвазивних бур'янів призвів до порушення місцевого режиму пожеж. Поширення зрошувального землеробства призвело до збільшення засолення ґрунту, а видобуток корисних копалин призвів до забруднення деяких районів важкими металами. Тим не менш, Всесвітній фонд дикої природи класифікує стан збереження регіону як відносно стабільний.

### Природоохоронні території
Оцінка 2017 року показала, що 21 722 км², або 7 % екорегіону, є заповідними територіями. Природоохоронні території включають: Національний парк Великого Басейну, Національну пам'ятку долин та хребтів, Національний природний заповідник острова Анахо, Національний природний заповідник Феллон, Національний природний заповідник Пахранагат, Національний природний заповідник Рубінового озера, Національний природний заповідник Стіллвотер, Національний ліс Гумбольдт-Тоябі та Національний ліс Іньо в Неваді, а також Національний природний заповідник Фіш-Спрінгс, державний парк Великого Солоного озера, Заповідник мігруючих птахів Ведмежої річки, Природну зону Кедрових гір та Природну зону Дезерет-Пік в Юті.